# Adam Bede
Pour les articles homonymes, voir Bede.
Vous lisez un « article de qualité » labellisé en 2011.

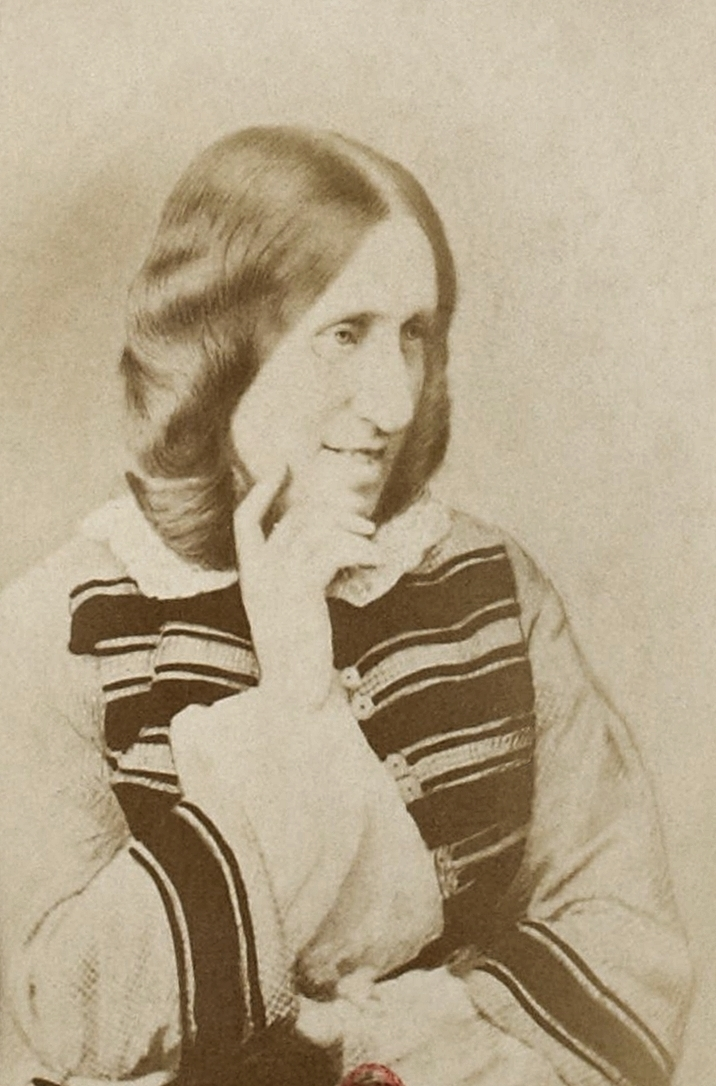
George Eliot, ca.1865

Adam Bede est le premier roman de la femme de lettres anglaise George Eliot, publié en 1859 alors qu'elle a trente-huit ans. Bien que déjà connue et respectée en tant qu'intellectuelle et auteur, George Eliot, de son vrai nom Mary Ann Evans, préfère rester anonyme. Le roman est immédiatement apprécié pour son réalisme et sa description de la vie rurale. Andrew Sanders rapporte que la reine Victoria elle-même, conquise par sa lecture, passa commande de deux tableaux illustrant certaines scènes.
Adam Bede, présente la vie d'Hayslope, communauté rurale (fictive) très unie de l'Angleterre profonde en 1799, et aussi, mais dans une moindre mesure, celle du comté voisin, le Stonyshire, aride et minier. Le roman s'organise autour d'un rectangle d'amour constitué par la ravissante Hetty Sorrel, à peine sortie de l'enfance et trop innocemment vaniteuse pour résister au charme du jeune squire, le capitaine Arthur Donnithorne, ainsi qu'Adam Bede, qui donne son nom au livre, son soupirant malheureux, et Dinah Morris, sa cousine prédicatrice méthodiste, dont la beauté et la ferveur n'ont d'égales que la vertu.
Sur le fond de campagne idyllique se greffe une histoire de séduction et d'infanticide, qui permet aux deux personnages naturellement vertueux, Adam Bede et Dinah Morris, de s'unir après de nombreuses tribulations marquées par la passion, la violence et l'égoïsme d'autrui. Ces deux personnages, chacun à sa manière, représentent une forme d'héroïsme de la rectitude, fondé sur les valeurs morales et les habitudes de vie propres au milieu rural. D'après Sanders, il y a là un remodelage du mythe de la province cher à Walter Scott. Le roman, en effet, célèbre une Angleterre disparue, « démodée, déférente et stratifiée » qu'ont remplacée les « confusions et contradictions d'un présent industriel et urbain ».
Depuis sa parution, l'ouvrage n'a jamais connu d'éclipse et a constamment été réédité ; de plus, il figure régulièrement au programme des écoles secondaires et des universités tant au Royaume-Uni que dans les pays étrangers anglophones ou autres,. En France, il a été plusieurs fois à l'honneur aux concours du CAPES et de l'Agrégation d'anglais.

## Résumé et réception d'Adam Bede

### L'histoire
Texte sur Gallica
Le roman se déroule essentiellement dans ce qui est aujourd'hui les Midlands de l'Est, dont les grandes villes sont : Derby, Leicester, Nottingham et Northampton, au sein de la communauté rurale de Hayslope (littéralement : « talus de foin »). Hetty Sorrel, « à la beauté animale » mais écervelée, vaniteuse et égocentrique, est la nièce de Martin Poyser, chaleureux fermier de Hall Farm, dont la femme, Mrs Poyser, ressemble à bien des égards à un personnage de Dickens, par exemple à la Mrs Gamp de Martin Chuzzlewit (1843-1844).
Elle est aimée d'Adam Bede, charpentier au village, homme de cœur et de grande dignité. Malgré les efforts qu'il déploie pour l'en dissuader, Hetty se laisse attirer, puis séduire par le jeune squire Arthur Donnithorne. Une fois parvenu à ses fins, Arthur rompt bientôt toute relation avec elle. Au désespoir, elle accepte alors d'épouser Adam. Peu avant le mariage, cependant, découvrant qu'elle est enceinte, elle s'enfuit, se lançant dans une vaine recherche d'Arthur qui la conduit vers le sud jusque dans le Berkshire près de Windsor. Arrêtée par la police, elle se voit accusée d'infanticide, jugée et condamnée à la potence. Seule, l'intervention in extremis d'Arthur la sauve de la pendaison, la sentence étant commuée en réclusion à perpétuité, puis en relégation. Dans l'épilogue du roman, une courte phrase apprend au lecteur que « la pauvre vagabonde » est morte au-delà des mers.
Lors de son séjour en prison, elle reçoit le soutien moral de sa cousine Dinah Morris, prédicatrice méthodiste de grande beauté, dont le sérieux et la force de caractère sont tout au long du roman proposés en opposition à sa vaine futilité. Les derniers chapitres révèlent à Adam que Dinah est profondément éprise de lui. Dans un ultime acte de générosité, Seth, le frère d'Adam, amoureux de toujours de Dinah, mais sans espoir, s'efface à son profit, et les deux véritables héros de l'histoire, Adam Bede et Dinah Morris, s'unissent par les liens d'un mariage au bonheur garanti par la maturité et le respect mutuel.

### La réception critique
Dès sa parution, Adam Bede accède au statut d'œuvre littéraire majeure. Le The Athenaeum et The Times le décrivent en 1859 comme un « roman du plus haut ordre ». Les critiques, souvent nostalgiques du tournant du siècle que présente le livre, s'enthousiasment en particulier pour son réalisme rural. Charles Dickens écrit : « La vie de la campagne dans laquelle baigne ce roman est si réelle, si drôle et si authentique, tout en demeurant si parfaitement policée par l'art, que je ne saurais trop vous le recommander »,. De fait, ces premières critiques font souvent abstraction de la tragédie de l'infanticide pour ne retenir que la tranquillité apparemment idyllique de cette campagne anglaise et le pittoresque chaleureux de ses personnages,.

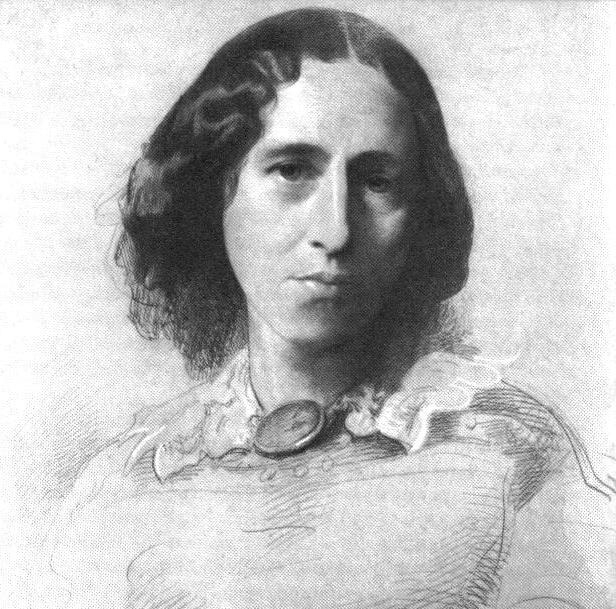
« [C]e bas-bleu à la tête de cheval » par Samuel Laurence (c. 1860).

D'autres critiques se sont montrés moins généreux. Henry James, qui déclare pourtant « être tombé amoureux de ce fantastique bas-bleu à la tête de cheval » (George Eliot) reproche à l'auteure ses constantes interventions dans le récit. Le chapitre XV, en particulier, est souvent cité pour son militantisme narratif, proche de la manipulation, par lequel l'auteure-narrateur cherche lourdement à influencer le jugement du lecteur sur Hetty et Dinah. D'autre part, l'intervention miraculeuse de l'absent Arthur Donnithorne, soudain deus ex machina pris de remords, est critiquée comme a contrario des leçons morales préalablement formulées. Sans ce répit acquis à l'ultime minute, les souffrances d'Adam, de Hetty et celles d'Arthur eussent été consommées de façon plus conforme à la logique induite par les précédents développements. De la même façon, le mariage de Adam et Dinah paraît forgé de toutes pièces par l'intervention de l'auteure : en effet, si Dinah aime Adam, ce dernier n'a jusqu'alors éprouvé pour elle qu'un bienveillant et amical respect. En somme, tout est bien qui finit bien, alors que, logiquement, tout eût dû se terminer dans les pleurs et les larmes.
Enfin, peu après cette première réception somme toute favorable, l'attention se porte sur l'identité réelle de l'auteure, que l'on pense être « pasteur ou femme de pasteur » ; on en attribue même la paternité à l'imposteur littéraire Joseph Liggins (vers 1806–1872),,.

## Genèse du roman
George Eliot a rédigé les deux tiers de son roman lors d'un voyage en Allemagne, à Dresde puis à Munich. Le cadre naturel des événements qu'elle raconte est le plus souvent reconstruit de mémoire.

### Une tante

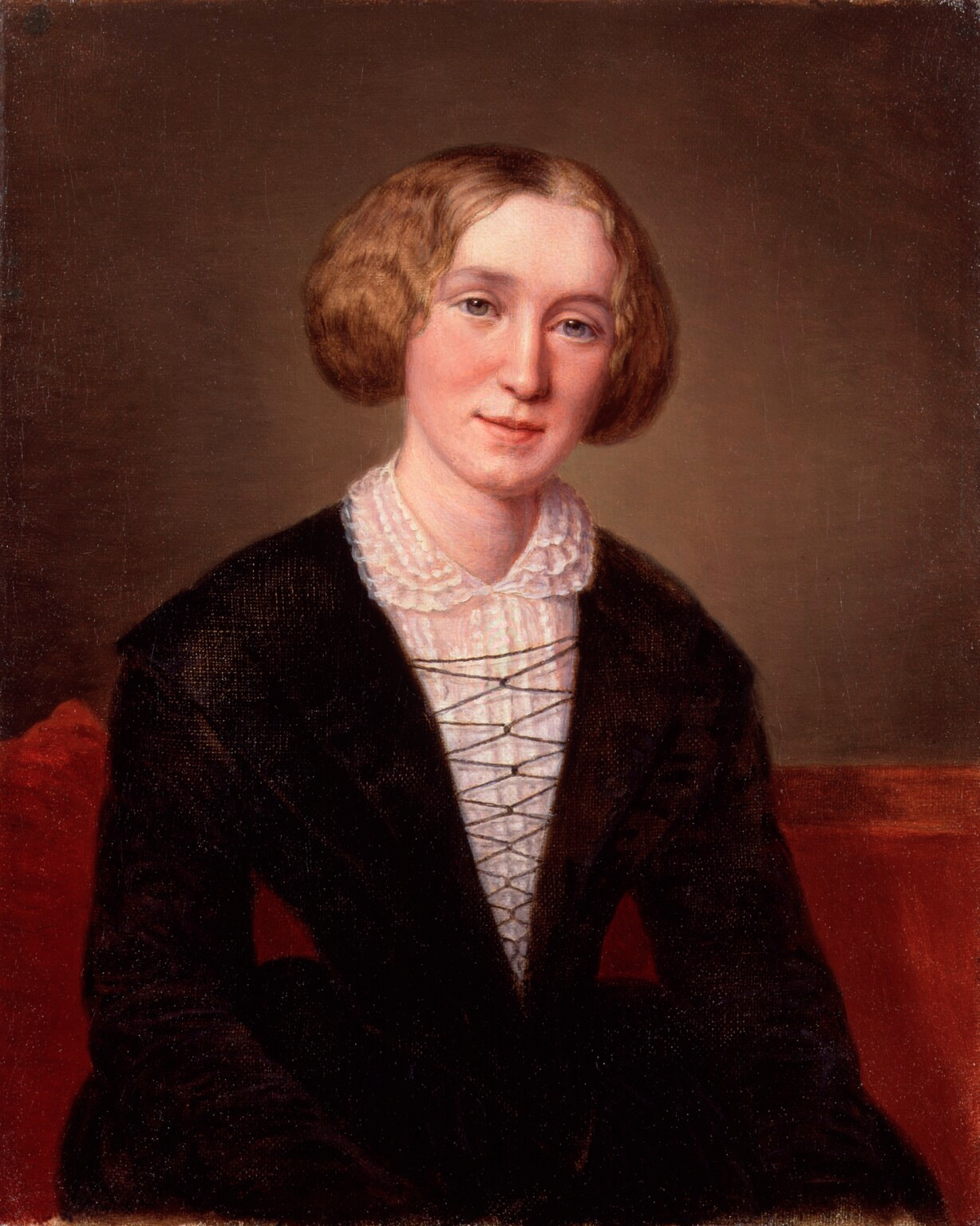
George Eliot vers 1859.

George Eliot a aimé son roman et a expliqué dans diverses écrits comment elle l'a conçu et réalisé. Au départ, une anecdote que lui confie sa tante méthodiste Samuel, « l'épouse du père de mon frère cadet » :

« Nous étions assises toutes les deux un après-midi lors de sa visite à Griff, sans doute en 1839 ou 1840 ; il lui vint alors l'idée de me raconter sa rencontre en prison avec une criminelle, jeune fille très ignorante, qui avait assassiné son enfant et refusait d'avouer son crime. Elle avait passé la nuit auprès d'elle à prier, et soudain, au petit matin, la pauvre enfant avait enfin éclaté en sanglots et confessé son forfait. Ma tante l'avait ensuite accompagnée dans la charrette la conduisant jusqu'au lieu de son exécution. »

Assez rapidement, George Eliot conçoit l'idée d'intégrer à ce premier élément d'intrigue ce qu'elle appelle « d'autres souvenirs de ma tante […] et quelques aspects de la jeunesse et de la personnalité de mon père ». Deux personnages, Adam Bede et Dinah Morris, sont alors créés « pour servir de cadre », à l'intérieur de quoi l'histoire va se développer. Dinah Morris « se fonde sur mes souvenirs de ma tante – mais Dinah ne lui ressemble pas du tout ; c'était une toute petite femme à l'œil noir, et, à ce qu'on m'en a dit, car je ne l'ai jamais entendue, elle prêchait avec une grande véhémence, ce qui était la caractéristique de son style ». Quant à « Adam Bede et les quelques incidents relatifs à la jeunesse de mon père, il n'est pas plus mon père que Dinah est ma tante ; il ne s'agit-là que de vagues expériences remodelées de nouvelle façon ».
Ainsi, l'histoire est destinée à s'organiser autour de Hetty Sorrel, que l'amour relie aux deux jeunes personnages masculins, Arthur Donnithorne qui la séduit et qu'elle aime, et Adam Bede qui brûle de passion pour elle. À ce stade, Dinah Morris reste quasi inutile à l'intrigue, comme le souligne l'auteure lorsqu'elle écrit : « Lorsque je commençai à écrire [le roman], les seuls éléments pour lesquels je m'étais décidée étaient, en dehors du personnage de Dinah, celui d'Adam, sa relation avec Arthur Donnithorne et leurs relations respectives avec Hetty, la jeune fille qui commet l'infanticide, la scène dans la prison devant bien sûr devenir l'apogée vers lequel je m'acheminais. Tout le reste est né des personnages eux-mêmes et de leurs rapports réciproques ».

### Un compagnon

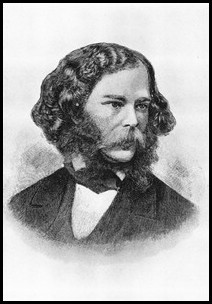
George Henry Lewes, son compagnon, qui souffle à George Eliot l'union de Dinah et Adam.

Que Dinah ne soit pas encore directement rattachée au corps de l'intrigue ne semble pas troubler l'auteure qui n'a aucune intention de lui faire jouer le rôle de consolatrice d'obédience méthodiste. « [Mais] l'ultime relation de Dinah envers Adam m'a été soufflée par George Lewes [compagnon de George Eliot dans la vie], critique et écrivain, après que je lui eus lu la première partie de mon premier volume : il fut enchanté du portrait qui y était fait de Dinah et convaincu que le lecteur s'intéresserait en priorité à elle, qu'il souhaiterait qu'elle devînt en définitive la figure principale ».
De fait, même si l'intrigue est d'abord centrée sur Hetty, ce personnage est destiné à disparaître assez vite, puisque la scène de la prison en représente l'apogée. Ainsi, il est loisible de penser que l'intrigue ne constitue pas l'élément principal du roman. En fait, Dinah, l'une des premières femmes du roman à avoir été imaginée, n'y est pas reliée. L'intrigue a donc constitué un point de départ ayant conduit à une étude de caractères, seule préoccupation vraiment légitime pour l'auteure.
Certains jalons de l'histoire ont été suggérés à George Eliot par des parents ou amis : par exemple, la relation de dernière minute et le mariage entre Adam et Dinah, la lutte entre Adam et Arthur dans les bois, etc. Au sujet d'Adam, George Eliot écrit : « Lewes avait exprimé ses doutes quant à la passivité d'Adam et émis le souhait qu'il se heurtât plus directement à Donnithorne. Et c'est ainsi que la lutte dans les bois m'est apparue comme absolument nécessaire au cours d'une soirée à l'Opéra de Munich, alors que j'écoutais Guillaume Tell ».

## Conceptions préalables
Adam Bede est certes un premier roman, mais celui d'une auteure chevronnée ; livre ambitieux, il repose sur un substrat théorique et philosophique qui se retrouve dans l'œuvre postérieure de George Eliot ; entièrement prémédité, il doit être lu « comme une entité et non découpé en morceaux parfois mal assemblés ».
Au chapitre XVII du livre II qu'elle intitule « Où l'histoire fait une petite pause », George Eliot se livre à une conversation imaginaire avec un Adam Bede vieilli pour exprimer ses conceptions sur l'art du roman et comment elle les applique à son livre. Elle insiste d'abord sur le fait qu'elle n'éprouve pas de « haute vocation », que son but n'est pas d'illuminer l'humanité en philosophe. Elle ajoute qu'elle ne se croit pas « habile en tant que romancière », ce qui, en fait, est un auto-compliment exprimant son refus de manigancer une histoire compliquée, avec des faits déformés (twisted) pour cadrer avec une intrigue artificielle préconçue. En cela, elle va à contre-courant des desiderata d'un public toujours friand de sensationnalisme, surtout après la déjà lointaine vogue gothique ensuite relayée par la Newgate School of Fiction, dont même Dickens (1812-1870) n'est pas exempt, puisqu'à partir de 1859, date de parution d'Adam Bede, Dickens publie de nombreux romans à sensation dont Le Conte de deux cités (A Tale of Two Cities), Les Grandes Espérances, L'Ami commun (Our Mutual Friend), Le Mystère d'Edwin Drood resté inachevé, ouvrages dans lesquels un ou plusieurs meurtres sont en effet chaque fois commis.
De cela, il découle qu'elle fuit le romantisme, selon un précepte qu'elle a évoqué dans son essai sur Wielhem Riehl (1823-1897), qui a décrit, lui aussi, la vie paysanne, mais en Allemagne, : « Nous voulons qu'on nous enseigne la compréhension non de l'artisan héroïque ou du paysan sentimental, mais du paysan voué à sa grossière apathie et de l'artisan muré dans son égoïsme soupçonneux ». En fait, elle n'aspire qu'à « rendre compte fidèlement des hommes et des choses tels qu'ils se sont réfléchis sur le miroir de [s]on esprit » ; elle affirme qu'elle « se contente de raconter [s]on histoire dans sa simplicité, sans essayer de rendre les choses meilleures qu'elles ne le sont, ne craignant rien, au vrai, sinon la fausseté ».
C'est là une profession de foi dans un réalisme direct et honnête, cultivé non par principe mais comme moyen de reproduire au mieux les différents aspects de la vie. Le parti pris d'objectivité sous-tend donc a priori sa démarche qui se veut quasi scientifique. Qu'elle se leurre ainsi sur ses aptitudes à s'abstraire de sa subjectivité et de ses acquis philosophiques est démontré par l'usage qu'elle fait ensuite de la voix dont elle dispose. Le roman, en effet, écrit à la troisième personne, s'anime de fréquentes intrusions directement adressées au lecteur, témoignant de l'omniscience, de l'ubiquité et de la clairvoyance du narrateur qui garde la haute main sur les personnes et les faits,.
Le roman achevé, George Eliot refuse la publication en feuilleton, pourtant habituelle au milieu du XIXe siècle, arguant que ce mode de parution nuirait à ce qu'elle appelle « the singleness of purpose » (« l'unicité de but ») du récit. Elle entend prendre son temps, se ménager des pauses narratives loin des pressions d'un public avide de nouveautés et exigeant rire, larmes et suspens, selon le célèbre adage « Make 'em cry, make 'em laugh, make 'em wait » (« faites-les pleurer, faites-les rire, faites-les attendre »), attribué à Collins (1824-1889), mais plus vraisemblablement forgé par Charles Reade (1814-1884).

## Intrigue
Il convient de distinguer entre ce que E. M. Forster (1879-1970) appelle, dans Aspects of the Novel (1927), story (histoire), suite chronologique d'incidents, plot (intrigue), même suite d'incidents mais vêtue de signification, surtout celle de la causalité, et pattern (schéma, motif). D'après Sylvère Monod, George Eliot « s'est assez peu souciée des incidents eux-mêmes, mais a uni histoire et intrigue en une seule intention créatrice ».

### Jeune fille en quête de roman

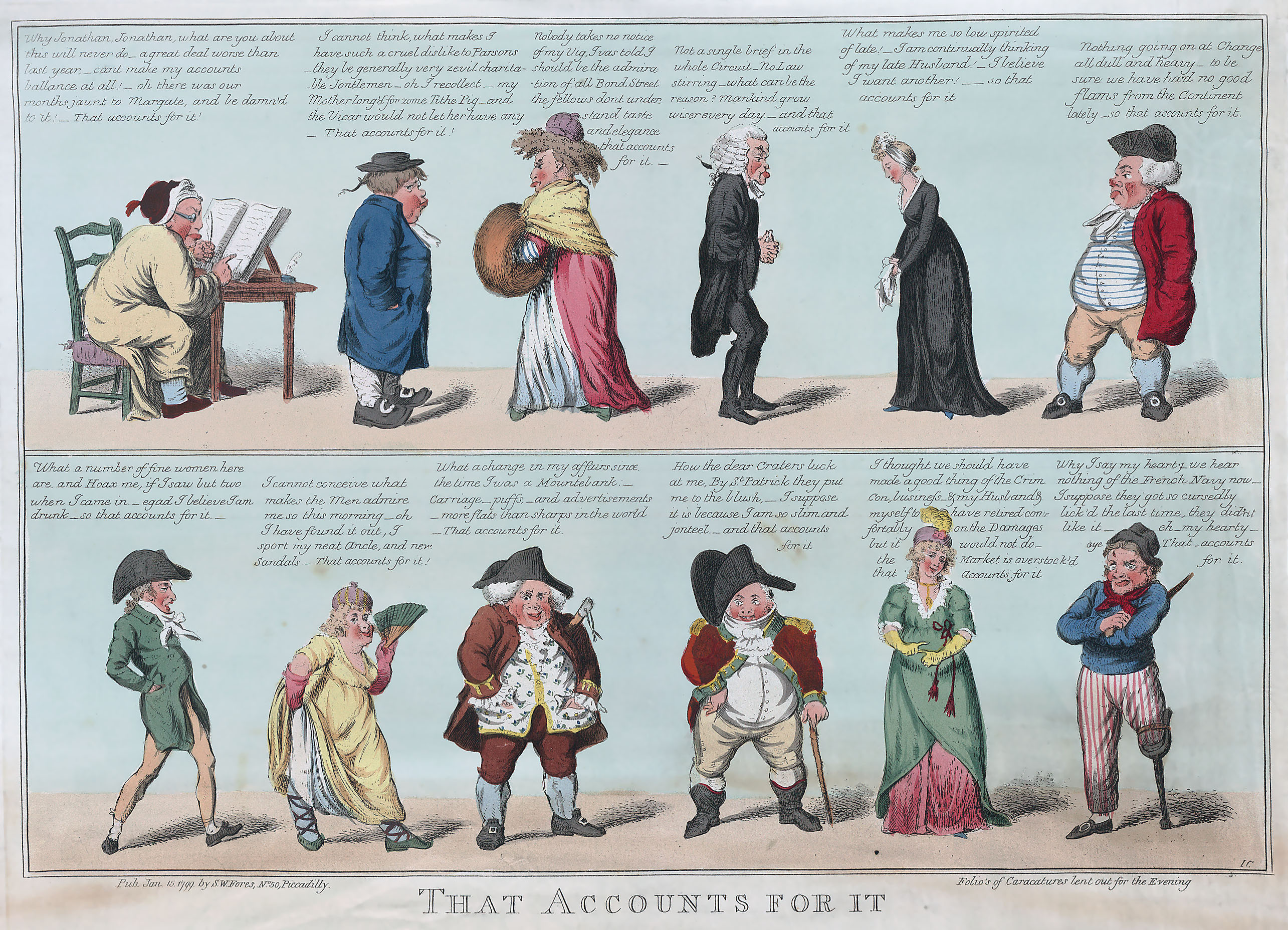
Diverses figures du temps de Georges III, par Isaac Cruikshank (1799).

Les trois personnages permanents sont Adam, Dinah et Mrs Poyser, réminiscences de souvenirs d'enfance qui affirment la permanence de la culture rurale. Aucun d'eux n'est destiné à nourrir une action susceptible d'accrocher le lecteur : Adam est trop carré et trop solide, inapte à une quelconque faiblesse ; Dinah, tout entière habitée par sa foi méthodiste, ne se prête pas volontiers à un développement romanesque ; quant à Mrs Poyser, personne déjà âgée, au caractère bien trempé, elle est logiquement destinée à agir selon un schéma depuis longtemps arrêté.
Sur ce triangle d'apparence immuable, George Eliot a greffé l'épisode de Hetty Sorrel.
Hetty, en effet, seul personnage pouvant rapidement évoluer, offre les traits de personnalité idoines pour une intrigue. Jeune, séduisante, faible, romantique, « prise dans le cercle étroit de son imagination » (chapitre XXX : « The Delivery of the Letter » [« La distribution de la lettre »], p. 183), elle se voit promue, pour un temps compté, à l'avant-scène. Son cœur aussi ardent que volatil et son univers de rêverie exaltée offrent un terrain propice à l'emballement passionnel. Cet amour socialement contre nature ne saurait trouver ses ailes qu'à l'extérieur du monde clos qui l'enserre. Sa cupidité de jeune fille ambitieuse et vaine, en effet, a besoin du vaste monde pour se donner libre cours, le microcosme autarcique du Loamshire assurant une aisance réelle mais bien éloignée du luxe qu'elle convoite. Comme l'écrit Henry James, « En vertu de son immense malheur, […] personne d'autre, à vrai dire, n'a le droit de prétendre à la prééminence dramatique ».

### Trois phases

#### Phase statique
George Eliot déploie l'intrigue amoureuse en trois phases. La première, la plus longue puisqu'elle occupe la moitié du roman, est statique. Le décor est planté, les personnages sont décrits et rien ne se passe, sinon la routine des tâches quotidiennes, que dérangent quelques accidents de la vie, comme le décès du vieux Thias Bede, le père d'Adam et le mari de Lisbeth, qui, après avoir noyé son humeur dans l'alcool, se noie dans la rivière près du pont. Cependant croît en secret l'amour que Hetty porte au jeune Donnithorne, décelable à de petits écarts de comportement dans l'univers clos de sa laiterie où brillent les grosses bassines de cuivre roux. À ce stade, l'intrigue reste elle aussi close, murée à l'intérieur d'un cœur hermétique. Hetty, à vrai dire, a déjà rencontré son destin et, à ce titre, elle demeure la seule promotrice des événements.

#### Phase dynamique

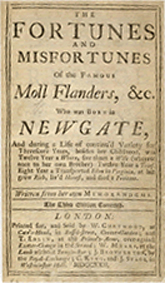
Frontispice de Heurs et Malheurs de la fameuse Moll Flanders, dont Hetty peut rappeler l'héroïne.

La deuxième phase expose la relation entre les deux jeunes gens, encore qu'Arthur ne serve que d'instrument du destin. Hetty, en effet, se retrouve bientôt face à elle-même, emplissant la section picaresque du roman pour laquelle George Eliot emprunte généreusement aux ingrédients traditionnels du genre : une voyageuse esseulée, la route, des auberges, le manque d'argent, la faim, la compassion de certains passants. F. R. Leavis a critiqué cette partie, demandant : « A-t-on vraiment envie de relire jamais cette longue section du livre ? Elle n'a rien à proposer qui corresponde au temps qu'elle occupe. Rien n'y surgit de l'expérience intérieure qui rende le déroulement des faits inévitable ». Pourtant, si aventure il y a, elle se manifeste dans cette seule section : une fugue, une errance, une arrestation, un procès, une sentence de mort. De plus, ces événements découlent bien de la phase statique puisque s'établit une alliance entre les défauts de caractère alors reconnus et les circonstances présentes. De cette vicieuse rencontre naît un enchaînement fatal, l'indulgence de soi conduisant à la transgression, puis à l'implacable nemesis : cela, George Eliot l'a voulu « logique, désespéré et cruel », non point vulgaire histoire de séduction, mais représentation de la destinée humaine.

#### Retour autempo lento
La dernière phase ne concerne plus Hetty et Arthur qui disparaissent « de l'espace diégétique ». Elle renoue avec le tempo lento de la première partie, puisque s'arrête le mouvement et que rien ne se passe. Revenu à la case départ, le roman stagne sans ressort apparent. Il se voue désormais aux deux personnages qui acquièrent la stature de protagonistes, Adam et Dinah, le tragique épisode précédent n'ayant servi, en définitive, qu'à les rapprocher par une commune souffrance. Hetty a donc servi de test suprême, nécessaire à chacun de ces parangons pour gagner en maturité affective.
À vrai dire, l'intrigue romanesque est bel et bien terminée ; reste à conclure, ce que George Eliot exécute à la hâte. Henry James a redit à tant de précipitation : « L'incident en question [le mariage d'Adam et Dinah] n'a rien de naturel et, à ce titre, il ne relève pas du grand art. En fait, je le mentionne comme exemple de manque artistique. Il est tout à fait caractéristique de l'opinion requérant qu'une histoire se conclue par un mariage tombant à pic »,.

### Procédés
George Eliot fait peu usage des procédés en vogue à l'époque victorienne : point de miracle, de coïncidence heureuse, de révélation bénéfique, de découverte sensationnelle. En cela, Adam Bede n'appartient point à la Newgate School of Fiction, que dénonce Thackeray. Tout juste peut s'en rapprocher l'imminente pendaison de Hetty et son sauvetage de dernière minute. En revanche, elle se sert du suspens, revendiqué par le titre même d'un chapitre intitulé Suspense ; à deux reprises seulement, lorsque le lecteur apprend l'arrestation de la jeune femme, puis qu'elle a été graciée par le roi, suspens tout relatif cependant, tant est transparent le prétendu mystère de sa personnalité et de son destin.
Autre procédé annoncé, la montée en puissance vers un apogée, prétendument la scène de la prison qui peut paraître greffée assez artificiellement sur ce qui précède, puisque y manque la tension dramatique et qu'à ce stade l'intérêt est déjà ailleurs. Plus convaincantes sont les crises prémonitoires de Mrs Poyser et surtout de Dinah qui ponctuent le récit, ou les occurrences parallèles à l'action, telles les rencontres nocturnes dans les bois, ou encore les contrastes symboliques comme l'opposition des chambres à coucher révélatrice des caractères (livre I, chapitre XV).
L'intrigue reste donc simple et sobre, dépourvue de mélodrame appuyé, d'effluves romantiques, d'événements imprévisibles. Essentiellement dérivée de la personnalité de deux personnages, elle reste bien loin de la veine from rags to riches (« des guenilles à la richesse ») que courtisent Horatio Alger, Jr. (1832-1899), Charles Dickens (1812-1870) ou, quoiqu'à un degré moindre dans Jane Eyre de Charlotte Brontë (1816-1855).

## Structure d'Adam Bede
Le roman n'est pas structuré verticalement, comme la plupart de ceux de Dickens qui privilégie différentes strates et diversifie ses histoires en intrigues secondaires finissant peu ou prou par se rejoindre. Il se déploie le long d'une ligne horizontale ponctuée d'unités narratives présentant des points de vue différents.

### Structure externe
Adam Bede se compose de six livres et cinquante-cinq chapitres, ces derniers répartis sans symétrie apparente quant à leur nombre par livre et leur longueur. Cette composition manque donc, aux yeux de certains, de l'équilibre formel auquel s'astreint, par exemple, un auteur comme Dickens, ce qu'a souligné Henry James qui trouve l'ensemble « déjeté, au poids mal réparti »,. En outre, l'intrigue se développe en trois phases variant en intensité dramatique, et, plus important sans doute, avec des variations de rythme du très lent à l'accumulation d'un élan vite destiné à perdre en puissance pour laisser le champ libre à un surplace narratif.

### Structure interne

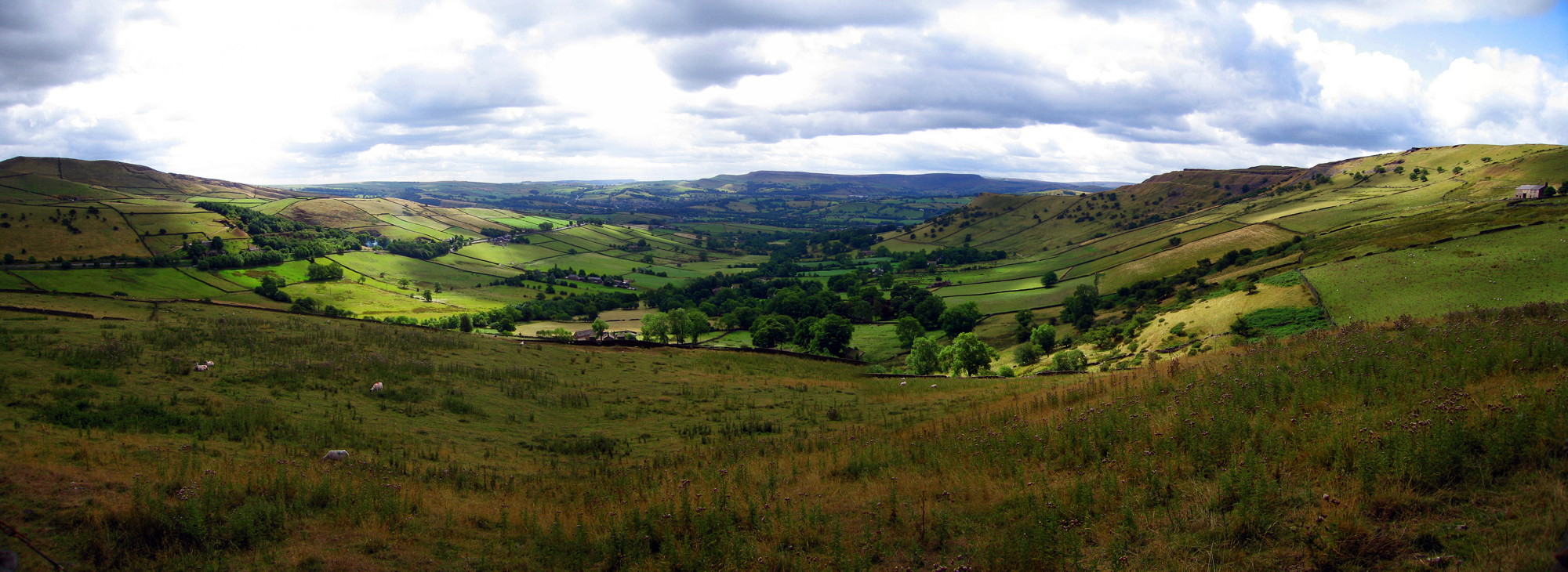
Le Peak District, rappelant le Stonyshire.

Le livre se construit autour d'alternances géographiques et sociales. Mise à part la section consacrée à WIndsor, simple interlude, deux comtés imaginaires servent de cadre à l'action : le Loamshire et le Stonyshire. Toute la première partie se situe dans le Loamshire, le Stonyshire n'apparaissant qu'à travers Dinah Morris. Puis, l'histoire se déplace de l'un à l'autre avant de se fixer à nouveau dans le Loamshire, et les deux pôles géographiques appartiennent à « l'âge préindustriel que [George Eliot] avait connu enfant parmi les champs verdoyants et les haies de l'Angleterre rurale ». La symbolique des noms propres s'applique aux deux comtés, Loam évoquant un riche limon, Stony l'aride pierre que délaisse la rivière nourricière.
Diverses catégories sociales reçoivent tout à tour l'attention du narrateur : les artisans d'abord, que représentent dignement Adam, et avec moins de constance, son frère Seth, puis les méthodistes vus à travers Dinah Morris, bientôt l'Église établie (Established Church), puis encore les gens de la ferme avec les Poyser et Hetty elle-même, enfin le squire, ce grand propriétaire seigneur des campagnes. Au fur et à mesure que défilent ces gens, le cadre naturel varie, passant de l'atelier aux collines, de la ferme à la vallée, et s'ajoute l'alternance entre le travail, le repos et la fête, une célébration rurale, par exemple celle des moissons, ou familiale tels l'anniversaire d'Arthur Donnithorne, les fiançailles et le mariage d'Adam. Si survient un incident, une occurrence de la vie ordinaire comme le décès de Thias Bede, ou que s'emballe l'histoire avec Hetty, George Eliot ménage aussitôt une pause permettant au lecteur de souffler et au narrateur de se livrer au commentaire, son passe-temps favori. La permanence des lieux, que symbolise le green, le pré communal situé au cœur du village, la constance des rites sociaux rythmant le labeur des saisons et des jours, l'éclatante propreté de la laiterie (dairy) et l'agréable acidité de son parfum de petit lait (whey) constituent autant de repères qui ancrent l'histoire dans un contexte rassurant de terroir et d'apparente bienveillance campagnarde.

## Technique narrative
La présence d'un narrateur omniscient, qui, dès le départ, s'assure la complicité du public par des interventions à la première personne, ou, pour reprendre la terminologie de Gérard Genette, la « focalisation zéro » est dominante. Ce narrateur n'est autre que l'auteure, qui, bien que restant anonyme puisque le roman n'est pas signé, ne prétend pas donner la parole à un tiers. Ainsi le lecteur (déguisé en Adam vieillissant) est apostrophé directement par le you, parfois appelé « my fair critic » (« mon aimable critique »), dont les réactions sont anticipées comme au chapitre XVII du deuxième livre, p. 98, dans lequel est écrit : « Mais CE [sic] recteur de Broxton ne vaut guère mieux qu'un païen ! n'entends-je point une de mes lectrices s'écrier, etc. »,.
Consciente qu'elle risquait d'être accusée d'interférence abusive, George Eliot s'est vivement défendue d'avoir cédé à un quelconque « prêchi-prêcha ». « Si jamais je me suis autorisée à disserter ou dialoguer sur quoi que ce soit ne faisant pas partie de la "structure" de mes livres, alors, j'ai péché contre mes propres préceptes ». À la base de son attitude, explique Darrel Mansell, Jr., se trouve l'idée que le roman est un organisme vivant, semblable au corps humain, dont elle est l'âme organisatrice. Tout se tient, car il existe un « consensus » entre les constituants, une « harmonie » qu'elle se doit de gérer : « aucune partie ne pouvant souffrir d'augmentation ou de diminution sans que l'ensemble en soit affecté »,.

### De l'auteure au lecteur

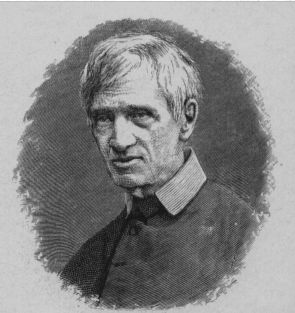
John Henry Newman, l'auteur des Tracts for the Times.

Sylvère Monod s'est attaché à remonter aux sources des intrusions d'auteure dans l'œuvre de George Eliot. Selon lui, si jusqu'à « assez récemment, soit la Seconde Guerre mondiale environ, sous l'influence de Henry James et de ses disciples, attachés à un point de vue constant, la critique a condamné les interventions trop visibles de l'auteur, George Eliot aborde sa carrière à une époque où semblables scrupules sont inconnus ». Ses plus grands prédécesseurs, Fielding ou Scott, ne se privent pas de s'adresser au lecteur ; et, parmi ses contemporains, elle semble avoir été touchée par l'influence de Thackeray qu'elle admire beaucoup. « Virtuose du commentaire et de l'intrusion, conclut Monod, Thackeray offre un exemple à la fois séduisant et dangereux, sa méthode nonchalante, issue de son détachement ironique, convenant moins bien à une personnalité grave et fervente. Elle reprend donc les procédés de Thackeray, mais sans le ton ».
À cet égard, le jeu des pronoms personnels est révélateur : prolifèrent dans le corps du récit le « I », le « we », le « you » (je, nous, vous), I pour moi, l'auteure ou le narrateur, we pour nous les êtres humains, et you pour vous lecteurs, « ce qui tend à imposer un ton magistral ». Tant d'insistance laisse à penser que George Eliot ne fait pas vraiment confiance au lecteur, s'obligeant à le guider et, s'il le faut lorsqu'elle juge la situation trop subtile, lui faire un procès préventif d'intention et rectifier d'avance son jugement. Cette relation varie au cours du récit, se relâchant quelque peu dans sa partie médiane lorsque l'intrigue court sur son aire, puis s'emballant vers la fin. Quand George Eliot écrit : « Mais, mon bon ami, souvenez-vous, comme moi vous comprenez bien… » (II, XVII, p. 99 ou, à la p. 286 du LIIe, « Ne soyez pas sévère à son [Adam] égard, ne le jugez pas selon nos critères d'aujourd'hui : il n'est jamais allé à Exeter Hall, et n'a jamais entendu un prêcheur s'adressant à une foule, ni lu Tracts for the Times ou Sartor Resartus », elle exige de son lecteur une allégeance absolue.
La mention, en outre, de deux publications, l'une du cardinal Newman (1801-1890), l'autre de Thomas Carlyle (1795-1881), présuppose que le lecteur est au moins aussi cultivé qu'elle, au courant des débats d'idées faisant rage chez les intellectuels qu'elle fréquente. Comme elle, il est donc invité à en savoir plus que les personnages sur eux-mêmes et les événements qu'ils vivent, supériorité affichée et partagée, selon le processus de l'ironie dramatique, pour reprendre l'expression utilisée par Coleridge (1772-1834) dans sa Biographia Literaria de 1817. D'ailleurs, l'intelligence limitée des comparses et même des protagonistes, que borne encore l'isolement des communautés, favorise à dessein cette intimité. Il y a cependant chez cette auteure une certaine ambiguïté de posture : elle n'a de cesse de voler au secours d'un lecteur pourtant censé être aussi brillant qu'elle ; serait-ce donc en elle-même qu'elle n'a pas absolue confiance, son désir forcené de bien faire trahissant une inquiétude sous-jacente ?
Quoi qu'il en soit, la complicité qu'elle établit avec le lecteur est de plusieurs ordres.

#### Complicité de l'intelligence
D'après George R. Creeger, la voix que George Eliot fait constamment entendre dans son roman se justifie d'abord par la connivence intellectuelle qu'elle établit avec son lecteur. « [L]a qualité de son esprit, écrit-il, est si élevée, ses intuitions sont si fulgurantes, qu'il trouve d'emblée ses digressions dignes d'attention. (En un sens, non seulement elle est plus intelligente que ses personnages, mais elle est aussi plus intéressante) ». De plus, ces intrusions d'auteure (« authorial intrusions ») dans le récit, « lieu de rencontre par excellence de l’intellectualisme, du philosophique et du discursif », ou épiphrases, « instaurent un va-et-vient dialectique entre cette intelligence critique et les personnages « légitimes », ajoute-t-il, et aussi entre le rendu dramatique et la compréhension de l'action, ce qui permet au lecteur de voir et de comprendre », autant d'invitations à l'observation, puis à l'analyse.

#### Complicité de l'Histoire

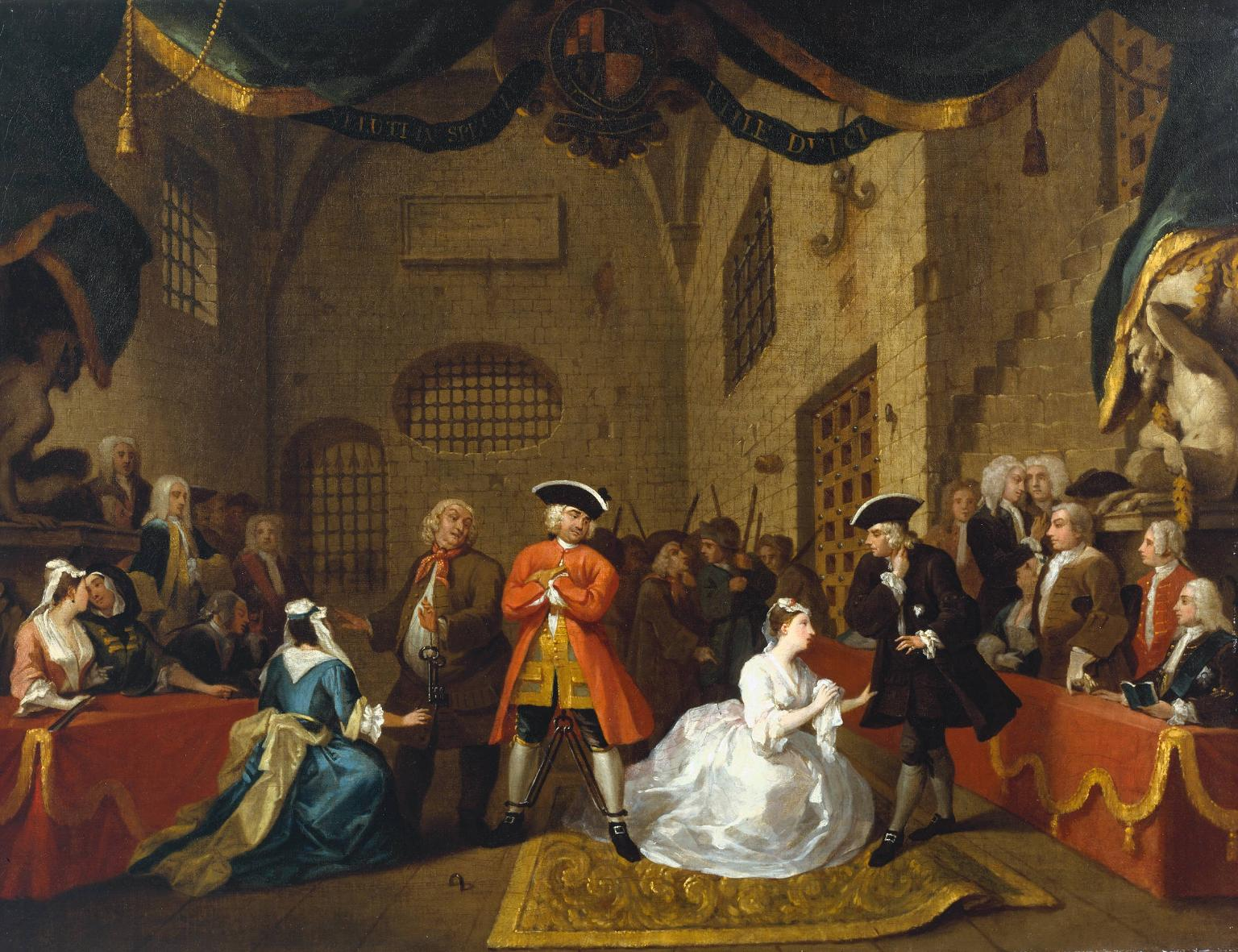
L'Opéra du Gueux, vu par William Hogarth en 1728.

C'est d'abord celle de l'Histoire : les personnages sont gens du passé, alors que l'auteure et le lecteur sont gens du présent. George Eliot prend grand soin de rappeler que son histoire se déroule à la fin du XVIIIe siècle et au début du XIXe siècle, accumulant les détails topiques de juin 1799 à juin 1807, soit vingt ans avant sa naissance et soixante avant la publication du roman. Ainsi, certaines dates sont proposées, le 18 juin, le 30 juillet, le 18 août, novembre 1799, l'automne de 1801, la fin juin 1807, les rendements de la terre (ten per cent) mentionnés (VII, p. 49). Bonaparte est appelé Bony (II, XVII, p. 194, comme on le faisait de son temps, ne serait-ce que pour dire que « la nouvelle de son retour [d'Égypte] était, tout compte fait, insipide » (« The news that "Bony" was come back from Egypt was comparatively insipid ») (chapitre XXXIII : « More Links », [Plus de liens »]) ; de même, sont cités les troubles en Irlande (XXXVI, « The Journey of Hope » [« Le voyage de l'espoir »], p. 207) et certains événements culturels de l'époque, par exemple la représentation du Beggar's Opera (l'Opéra du Gueux) de John Gay (chapitre XII : In the Woods (« Dans les bois », p. 72). Certains objets démodés en 1859 meublent les intérieurs, tel le trumeau au miroir terne, « […] probablement acheté par les Poyser il y a un quart de siècle » (Chapitre XV, « The Two Bedchambers » [« Les deux chambres à coucher »], p. 84), ce qui le date d'environ 1774, qu'utilise Hetty dans sa chambre et qu'elle trouve si incommode « avec ses nombreuses taches sombres éparpillées sur sa surface entière et dont nul frottement ne pouvait venir à bout, et aussi parce qu'au lieu de basculer d'avant en arrière, il était fixé tout droit, ce qui ne lui donnait pas une bonne vue de son visage et de son cou » (p. 85) ; George Eliot prend grand soin de décrire cet objet, insistant sur ses chandeliers, ses bords en cuivre, l'acajou du meuble, etc., façon de le faire surgir avec précision dans l'esprit des lecteurs. De même, les distances sont évaluées en fonction du temps que prennent alors montures, chars, calèches et autres diligences pour les parcourir sur des routes et chemins sinueux et mal entretenus. Ainsi, l'expression long journey (long voyage), parfois accentuée en long, long journey se retrouve quatre fois dans le seul chapitre XXXVIII (The Quest [« La Quête »], p. 218, 222, 224, 239.
Par opposition, l'âge présent, le milieu du XIXe siècle, apparaît en progrès : la science est devenue souveraine, les voyages sont désormais faciles et rapides, la pauvreté recule et l'instruction publique est en plein essor. Objets de distanciation, les personnages ainsi relégués dans le passé deviennent du coup plus manipulables par le narrateur comme par le lecteur qui est convié à jouer son rôle, ne serait-ce qu'en suivant, guide en main, l'itinéraire balisé que lui trace George Eliot. S'ajoute à cela le voile de nostalgie poétique nimbant les lieux, les faits et les gens, celle des bons vieux jours du temps passé, dans le souvenir attendri desquels tous, auteure-narrateur et lecteurs, se reconnaissent,.
Plus important, cependant, que cet ancrage événementiel est la relation qu'établit George Eliot entre l'homme et le passé. Dans son essai sur Wilhem Riehl, elle la compare à l'enracinement d'une plante dans le sol nourricier qui la retient. Comme l'exprime Thomas Pinney à ce propos, elle voit dans la vie du passé « un guide pour celle du présent. Ainsi, les vieux objets familiers se chargent des affections nourrissant le sens de la vie, et sont devenus inséparables des sentiments qui les animent ». Ces affections, ajoute-t-il, « regardent inévitablement vers le passé. Ce n'est pas ce qui va arriver, mais ce qui a été qui détermine les valeurs régissant nos actes ». Dans Romola (1862-1863), George Eliot revient encore sur cette notion ; au chapitre XXXVI, l'héroïne s'exclame « À nouveau elle sut que nulle loi autre que celle de ses affections ne pouvait lui convenir, […] c'était la religion de sa vie ». D'ailleurs, dans l'ultime phrase du chapitre L d'Adam Bede (« Sunday Morning » [« Dimanche matin »]), p. 274, elle rappelle que les mots, à eux seuls (ici, elle se réfère à light et music), suffisent à « émouvoir les plus profondes fibres de [n]otre mémoire, et enrichir [n]otre présent de [n]otre passé le plus précieux ».

#### Complicité du temps
La chronologie des événements est souvent martelée, soit directement, soit par de brefs rappels en général situés en début de chapitre : « Il y a peu… », « À peine deux mois s'étaient … », « Mercredi soir… » (LII, The Harvest Supper [« Le repas des moissons »], p. 287), etc. L'histoire occupe sept années de 1799 à 1806 sans que les événements extérieurs (la Révolution, les quatre coalitions contre la Révolution et l'Empire, les guerres en Europe, la Bataille de Trafalgar, pas même mentionnée) influent sur le rythme de la vie, accordé aux saisons et aux jours. Justement, le retour des saisons, chacune avec son parfum de bonheur ou sa rigueur, les variations du paysage, les fragrances des haies et des champs, les travaux de l'année agricole, semailles, rafistolage, brassage, moisson, le barattage du beurre, la séparation du caillé (curd) d'avec le petit lait (whey), la division de la semaine en jours ordinaires et dimanche, la charrue, la faucille et le fléau, tout cela assemble peu à peu un calendrier immuable que même les turbulences de Hetty ne sauraient longtemps troubler. De plus, ce drame se traduit par la substitution temporaire du présent de narration au passé défini, « manière, écrit Sylvère Monod, d'actualiser la scène en arrêtant le temps ; mais cela sent le procédé », et relègue le tragique interlude au rang d'épisode, nécessaire mais accidentel.

#### Complicité du langage
George Eliot s'est pourtant juré de n'utiliser que « la plus belle langue, [celle] qui est surtout faite de mots non imposants » (« the finest language […] chiefly made up of unimposing words »). En fait, écrit Sylvère Monod, « elle viole sans cesse l'excellente théorie qu'elle expose ». Elle aime les allusions érudites, les mots étrangers, « elle est trop savante pour écrire simplement ». En cela, elle exige du lecteur qu'il soit presque aussi brillant qu'elle, qu'il adhère à son didactisme, qu'il comprenne que son art sert des idées jugées partageables et déjà partagées. Cette attitude, précise Sylvère Monod, tend à appauvrir parfois les détails anecdotiques et pittoresques tout en vivifiant le cœur de l'œuvre : « C'est que, comme on a pu le dire de Bunyan [1628-1688], artiste malgré elle, George Eliot est aussi éloignée [que lui] de l'idéal de l'Art pour l'Art »,.

#### Complicité du symbolisme

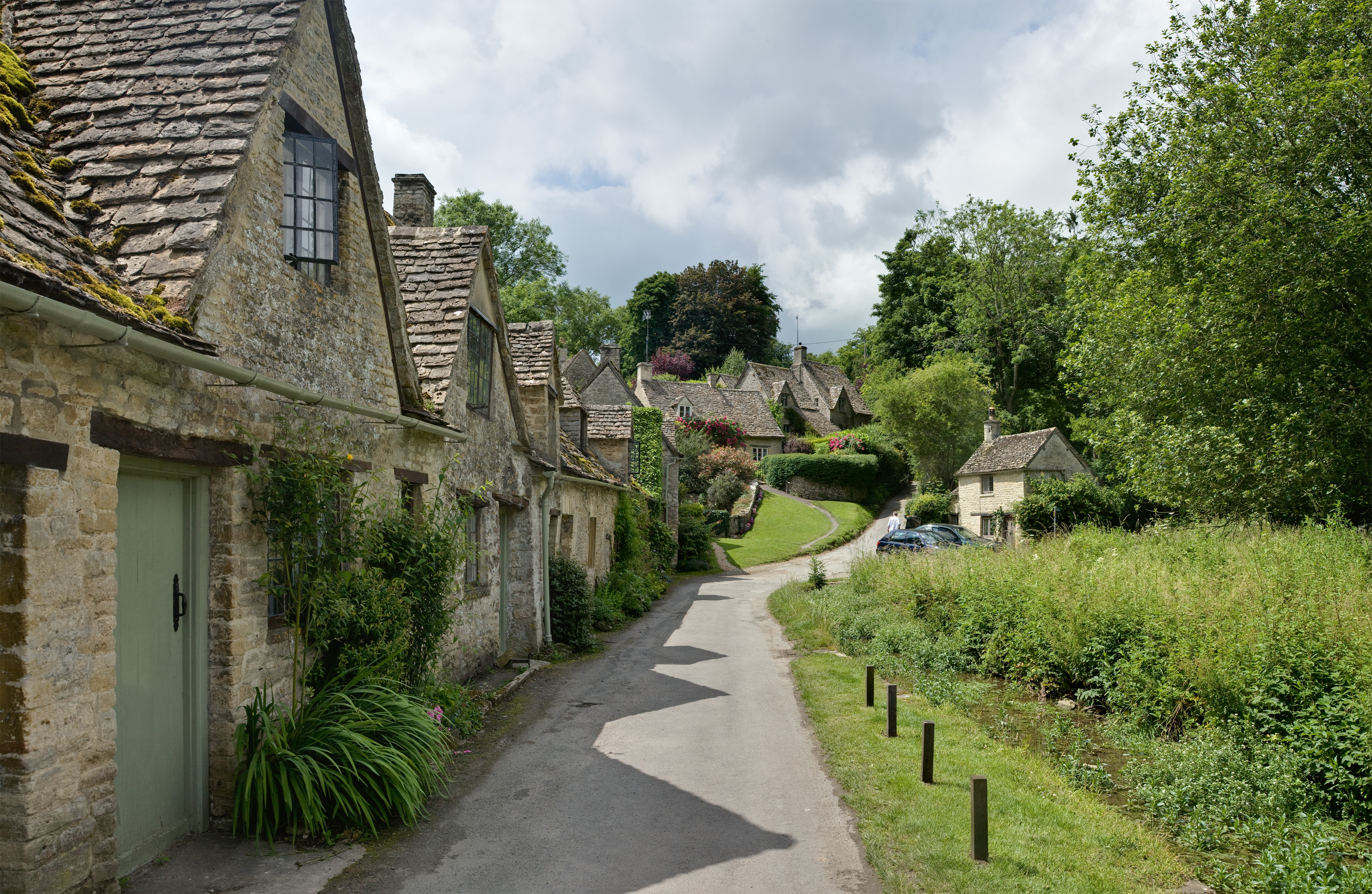
L'Angleterre rurale : Bibury (Cotswolds).

Le symbolisme charpentant le roman, discret et toujours inconnu des personnages, demeure le privilège des lecteurs. Sa principale armature réside dans l'opposition entre deux lieux géographiques : le comté du Loamshire, abrité et fertile, généreux en pâturages et froment, et celui de Stonyshire, aride, rocailleux et minier,,,.
Cependant, alors que traditionnellement, la campagne se charge d'innocence et la ville de noirceur, une dose de laideur habite malgré les apparences la bonne province, et l'ingrate seconde témoigne d'une certaine noblesse. Là encore, George Eliot s'éloigne de l'opposition manichéenne encore chère à ses confrères romanciers : par exemple, le sombre et tempétueux univers de Dickens ne se régénère que par la miraculeuse accession à la radieuse campagne, surtout celle du Kent, que ce soit dans Oliver Twist, Les Grandes Espérances, David Copperfield ou La Maison d'Âpre-Vent. Seule Dinah, habitant Snowfield (« Champ de neige ») dans le Stonyshire, prend conscience que le prospère Loamshire est en déficit de la sympathie dont regorge son comté. Ainsi Hetty Sorrel, alors que son nom évoque vie, chaleur et beauté, ressemble à sa province par sa dureté de cœur rappelant la pierre des hauteurs voisines. Son égoïsme ne s'accommode ni des gens ni même des enfants et, lorsqu'il rencontre son ultime détresse, c'est Dinah, l'exilée, qui se propose pour restaurer en la pauvre fille un semblant d'humanité.
Le symbolisme habite aussi les variations de la nature dont la tonalité accompagne les personnages dans leurs tribulations. La lune resplendit lorsqu'apparaît Dinah ; Hetty - trompeuse apparence – semble d'abord refléter l'éclat cuivré et chaud de la laiterie où elle travaille, jusqu'au jour où, son innocence perdue, les herbes qui l'enserrent se décomposent et le ciel se rompt sous le déluge de l'interminable route ou du menaçant dédale des cités. C'est au plus sombre des bois qu'elle a rencontré Arthur Donnithorne, alors que Dinah et Adam scellent leur amitié à la pointe d'une colline certes rocailleuse mais que baigne la lumière. Une fois Adam et Dinah réunis « au second automne de son [d'Adam] chagrin, alors que son amour pour elle avait grandi à partir du passé : c'était le midi de ce matin » (L, In the Cottage, [« Dans le Cottage »], p. 270), la nature s'assagit, les champs se reposent, les greniers débordent de paille et de grain ; les sous-bois s'animent d'ombres, les « nymphes lascives dont les membres nimbés de soleil luisent à travers les rameaux » (XII, In the Woods [« Dans les bois »], p. 70). La rivière elle aussi se gonfle de signification : eau lustrale et abreuvante, dont le cours balaye les souillures de la morte saison, régénère la vie, fertilise le sol, rend l'amour possible, mais invite Hetty au suicide et engloutit le vieux Thias Bede, tous les deux, il est vrai, acteurs de leur propre destin.

### Du narrateur aux personnages

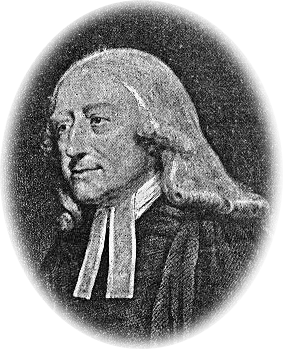
John Wesley, le fondateur du Méthodisme.

George Eliot procède selon une technique quasi immuable envers les personnages principaux : elle les situe, les fait agir et les explique.

#### Le cadre
Dans son introduction à sa traduction de Middlemarch pour la Pléiade, Sylvère Monod écrit « Un des charmes de George Eliot est dans cette surabondance de détails ». Cette remarque s'applique à toute l'œuvre de George Eliot et, en premier lieu, à Adam Bede. En cela, son réalisme rappelle celui de Balzac (1799-1850) (qu'elle n'aime pourtant pas particulièrement),, l'accumulation visant à créer un effet de réel censé situer et, partant, éclairer les personnages.
Chacun d'entre eux, en effet, est d'abord décrit dans un cadre naturel précis, avec paysages, bâtisses (le presbytère, la ferme, le cottage, l'échoppe, la salle commune) ; puis le lecteur pénètre à l'intérieur des maisons parcourues de pièce en pièce (la cuisine, la laiterie, les chambres) ; suivent les couleurs et les odeurs (les fleurs, le blé, la bière, le petit lait) ; viennent ensuite les groupes sociaux présentés dans leur façon de travailler et de vivre (la dextérité d'Adam, la méticulosité de Mrs Poyser, le manque de soin de Mrs Bede). La routine des tâches, la récurrence des festivités ancrent ces personnages dans leur quotidien et permettent de les observer de l'extérieur, à la rigueur par l'intermédiaire de témoins sans importance, comme cet étranger apparaissant sur le pré communal alors que Dinah est en train d'y prêcher. Parfois, à la manière de Jane Austen, George Eliot propose un portrait en bonne et due forme, et souvent, comme chez Jane Austen, partial et orienté. Ainsi M. Casson au début du livre, ou Hetty au chapitre IX lorsqu'il convient de corriger les impressions recueillies par le lecteur à sa première rencontre au chapitre VII. En effet, Hetty, d'abord présentée de l'extérieur dans sa « beauté animale », se mue en jeune Emma Bovary, et l'auteure-narrateur se comporte alors en moraliste, mais sans l'ironie caustique de Jane Austen.

#### L'action
L'action suit généralement le portrait, conformément aux indications qu'il a fournies. À ce point, les dialogues prennent le relais pour faire avancer l'intrigue. Ainsi, ils occupent entièrement le chapitre XXXIX intitulé « The Tidings » (« Les nouvelles ») et la scène de la prison, où se bousculent les événements. De plus, ils permettent, lorsque les personnages s'y prêtent, par exemple Mrs Poyser, des intermèdes de comic relief (moments de détente) soulageant le pathos des situations.

#### L'explication
Vient alors le moment de l'explication : l'insistance de George Eliot est telle qu'elle a été comparée à un ventriloque. Innombrables, en effet, sont les digressions, souvent longues et abstraites, les commentaires et les jugements portés sur attitudes, sentiments et événements. Tour à tour psychologue, philosophe, moraliste, elle vole au lecteur toute tentative d'opinion personnelle, parfois de façon appuyée et pour des détails insignifiants. Ainsi au chapitre XXXIX, The Tidings, l'aspect d'Adam trahit si évidemment son état mental qu'il serait superflu de le préciser. Pourtant, George Eliot insiste : son « front plissé trahit son angoisse », ses « yeux hagards révèlent son effroi » (p. 200-226). Il semble, et ce serait l'un des meilleurs mérites du livre, que l'important n'est pas ce qui arrive aux personnages, mais ce qui les pousse à agir de la sorte : cela, George Eliot entend que cela soit compris et elle y met les moyens. D'autre part, cette technique révèle beaucoup de l'auteure, ses vues sur le mariage, le travail, le progrès moderne, la civilisation. Certes, la lourdeur de son sérieux pèse sur l'histoire et en ralentit le récit, mais promeut du même coup la profondeur de sa pensée et le brillant de son intellect.
Lord David Cecil (1902-1986) a commenté cet aspect de son art et y a vu le garant de son unité ; F. R. Leavis (1895-1978) reprend cette opinion dans The Great Tradition, insistant sur le sérieux de l'auteure sans lequel, écrit-il, « elle ne saurait être la grande romancière que l'on connait ». Alors que chez Dickens, par exemple, des personnages insignifiants se trouvent pris sous les feux de la rampe pour leur pittoresque, leur drôlerie ou leur excentricité, George Eliot suit un schéma rigoureux : « Elle commence par ses situations ; ses personnages et ses scènes se développent à partir d'elles. Chacun a son rôle à jouer dans le dessein général et personne n'est autorisé à l'outrepasser […] Tout est coordonné, proportionné, bien en ordre ». Alors, poursuit Lord David Cecil, « elle se dresse au confluent de l'ancien et du nouveau roman, telle une cariatide, le visage sérieux et raide d'allure ; mais noble, monumentale et profondément présente »,.

## Personnages
Qu'Adam Bede soit un roman plutôt moralisateur semble évident lorsqu'on y fait le compte de certains mots. Ainsi, moral s'y rencontre treize fois, conscience (au sens de « conscience morale »), trente-six, guilt (culpabilité) ou ses dérivés, dix-huit. Quant à love, il apparaît deux cent soixante-douze fois, l'amour en question s'appliquant surtout à Dieu et, quand il vise un être humain, se trouvant souvent assorti d'un commentaire restrictif, sauf à la fin du roman alors qu'il concerne Adam et Dinah.

### Prérequis à la création des personnages

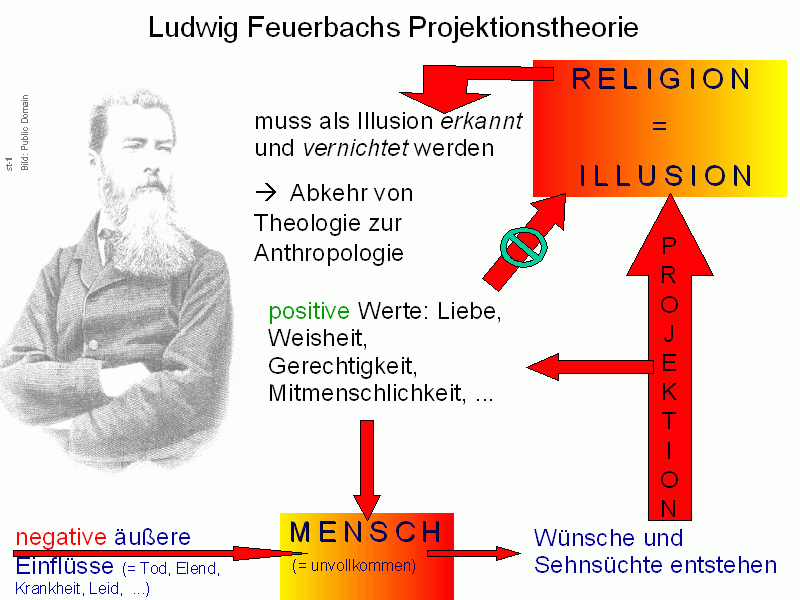
Ludwig Feuerbach et sa théorie.

Dans une lettre au Dr Joseph Frank Payne (1840-1910) datée de 1876, George Eliot explique que ses « écrits ne sont qu'un ensemble d'expériences sur la vie – j'essaie de voir ce dont sont capables notre esprit et nos émotions, quel capital de motivations […] appelle la promesse d'un mieux auquel nous tentons de nous accrocher comme à quelque chose de plus sûr que ces fluctuantes théories ». K. M. Newton résume qu'elle est un « romancier philosophe […] qui se sert de sa fiction comme moyen d'investigation de problèmes philosophiques et moraux ».

#### La nécessaire sublimation de la passion
Malgré son union restée libre avec Lewes,, George Eliot est plutôt conservatrice de caractère et d'une disposition d'esprit moralisante. D'où son instinctive prédilection pour le passé préindustriel qu'elle juge plus sain que l'âge présent. À ce titre, et pour la seule raison qu'ils appartiennent à ce passé, et aussi quelles que soient les tribulations qu'elle leur impose, elle se sent proche des personnages qu'elle crée. Cette sympathie les englobe tous, ceux qui lui ont été inspirés par des êtres réels, par exemple son père et son frère qu'elle aurait en partie copiés en Adam Bede, ou les moins valeureux d'entre eux, Hetty, victime autant que coupable, Arthur Donnithorne, coupable autant que victime. Elle croit en l'ascétisme, à la renonciation ; elle chérit la raison, l'ordre et le devoir. Elle connaît la passion humaine (elle-même l'éprouve pour son compagnon auquel elle dédicace Adam Bede), mais demeure persuadée que ce sentiment doit être au moins maîtrisé, au mieux transcendé afin d'atteindre à un ordre moral supérieur.

#### L'influence de Charles Bray
Cet ordre moral est d'abord issu du livre The Philosophy of Necessity, de son ami Charles Bray (1811-1884), qu'elle commente souvent avec lui alors que commence la rédaction d'Adam Bede en novembre 1857,. Le traité, dont l'inspiration s'inscrit dans le courant utilitariste initié par Bentham (1748-1832), a pour ambition d'asseoir la conduite plus rigoureusement que ne le proposent les dogmes ou les croyances traditionnels. Il est inutile, pense Bray, de décréter un code moral, tout comme il est vain de juger en termes d'innocence et de culpabilité. C'est d'avance qu'il convient d'envisager la conséquence de ses actes, les bons bénéficiant d'abord à soi-même et, du même coup, à la société tout entière, les mauvais allant à l'encontre du progrès humain.

#### L'autorité de Ludwig Feuerbach
Autre influence, contemporaine de celle de Bray, L'Essence du Christianisme (« Das Wesen des Christentums ») (1841) de Feuerbach (1804-1872) que George Eliot a traduit en 1853-1854. D'après Feuerbach, « la vérité, l'essence de la religion » ne sont que l'expression symbolique des besoins psychologiques de l'homme ; la religion, cette « aspiration […] vers une transcendance, n'est autre que la recherche de la perfection de sa nature [celle de l'homme] »,. Ainsi, l'homme peut « se rapprocher du christianisme, religion de la souffrance, en y reconnaissant sa propre vénération de la solidarité humaine ». L'amour étant la seule force unificatrice de l'humanité, « les relations parent-enfant, mari-femme, frère, ami, et de façon générale, d'homme à homme, bref toutes les relations sont per se religieuses ». En termes de conduite personnelle, la théorie de Feuerbach implique la limitation consciente de l'ego au profit d'une pleine conscience du monde et d'autrui. C'est ce que George Eliot elle-même appelle la « religion de l'humanité » ; « Dieu, écrit-elle, occupa mes premières pensées, la raison mes deuxièmes, et l'homme les troisièmes et dernières ». En définitive, résume Sylvère Monod, il s'agit d'« une sorte de religion laïque, où le culte de la solidarité humaine remplace le devoir envers Dieu ».

### Choix des personnages
Les personnages principaux portent un nom symbolique : « Adam Bede », l'archétype à la fois de l'homme et du Saxon : « Adam Bede was a Saxon, and justified his name » (« Adam Bede était un Saxon et justifiait son nom », chapitre I : « The Workshop » [« L'atelier »], p. 5), « Sorrel », la plante acidulée (Rumex acetosa) qui, ingérée en grande quantité, peut être fatale, « Dinah » que l'étymologie, féminin de Dan, renvoie à l'hébreu דאן dan, (« jugement »),.

#### La sélection du bon goût
Le monde d'Adam Bede n'est pas peuplé des multitudes qui s'agitent dans les romans de Dickens, et les personnages s'y meuvent dans un cadre campagnard accentuant l'impression de vide. Leur éventail est volontairement limité à ce que connaît l'auteure qui, prudente comme Jane Austen qu'elle admire, ne lâche pas la bride à son imagination. Ainsi, aucun excentrique ne vit à Hayslope ou à Snowfield, même si Bartle Massey, le doux misogyne, s'adresse à sa chienne comme à une femme et conseille à Adam de ne jamais se marier. S'y trouvent plutôt des gens qui travaillent, mais non les « femmes raclant des carottes sur le pas de leur porte et des hommes aux champs » dont elle revendique pourtant le portrait au chapitre XVII, p. 100, ou encore les « farm labourers » (ouvriers agricoles) auxquels George Eliot trouve deux fois un « slow bovine gaze » (lent regard bovin, chapitre II : « The Preaching » [« La prédication »], p. 12 et chapitre XXXVII ; « The Long Journey Home» [« Le lent retour à la maison »], p. 213), qu'elle juge dépourvus de cette « beauté nichée au plus secret d'une profonde sympathie humaine » (Chapitre XVII, p. 100). En eux, elle fuit la possible vulgarité du commun ou le vide psychologique : leur avoir donné un contour net, les avoir fait parler vrai eût entraîné, pense-t-elle, des scènes choquantes, des conversations trop banales, des détails de mauvais goût.

#### L'ancrage dans le terroir

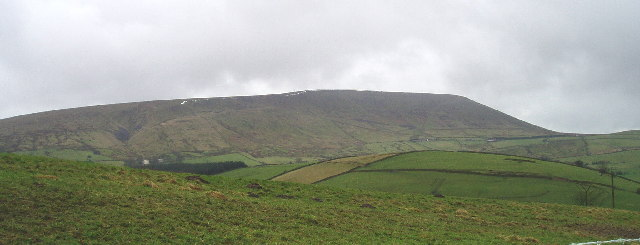
Pendle Hill en Angleterre, où le prédicateur quaker George Fox aurait eu une vision.

Chez Dickens, les personnages sont le plus souvent des exilés : Oliver par exemple, appartient au beau monde, mais se trouve temporairement relégué dans celui des méchants (l'hospice, le croque-mort, le voleur), avant de retrouver les siens, Rose Maylie au nom printanier en particulier, dans une contrée de soleil et de bonté. Les personnages d'Adam Bede, eux, sont rivés à leur communauté dont ils ne s'échappent jamais, sous peine, comme c'est le cas de Hetty, de mort au moins sociale. Ainsi rencontre-t-on le groupe des artisans, ouvriers de scieries, charretiers ou marchands de foire que sont Joshua Rann, Jonathan Burge, Ben Carnage, Casson, Sandy Jim, Chad's Bess, Timothy Bess, etc. Ils ont un nom mais restent anonymes, ne jouant aucun rôle sinon celui de figurants. Pourtant, chacun est nanti d'un certain patrimoine d'idiosyncrasies, son métier, ses maniérismes de comportement et de discours, ses manques et ses faiblesses. Ils font partie du décor traditionnel d'une campagne victorienne, vêtus de blouses ou de tabliers propres, avec des enfants sans morve ni guenille. Honnêtes, plus ou moins intelligents, plutôt prospères, rien d'extraordinaire ni de scandaleux ne rompt leurs saisons et leurs jours. Ce ne sont en aucune façon ce que George Eliot appelle au chapitre XVII, p. 100, des « rarities » (des cas rares) ; il lui faut, en effet, ajoute-t-elle dans Adam Bede, « garder une bonne part de mes sentiments pour mes compatriotes de chaque jour, plus particulièrement les quelques-uns d'entre eux qui se trouvent aux avant-postes de la multitude, dont je connais le visage, dont je touche la main, ceux pour qui je donne cours à ma bienveillante courtoisie » (chapitre XVII, p. 100,).

#### L'imperméable échelle des classes sociales
La hiérarchie à laquelle ces personnages sont soumis se dessine d'emblée : les classes sociales existent et restent imperméables, chacun ayant tendance, en dehors de quelques rencontres superficielles, à rester chez soi. Les Donnithorne représentent la gentry, cette aristocratie de campagne (landed aristocracy) qui possède les terres ; les Irwine relèvent de l'Église établie ; les Poyser sont les métayers du squire et les Bede des artisans. Une résidence appropriée est assignée à chacun : le Hall (le manoir), le Rectory (le presbytère),  Hall Farm (la ferme des Poyser), sans doute modelée sur South Farm où fut élevée Mary Anne Evans, et dont le nom même, par l'association de Hall et de Farm, montre l'assujettissement du métayer au squire, la ferme [farm] relevant syntaxiquement du manoir [Hall] ; enfin le Cottage où habite Adam, qui s'avère lui aussi un lieu important, puisque y résident le héros, son frère Seth, son père Thias, bientôt noyé, et sa mère, Lisbeth, présente de bout en bout et toujours aussi abusive par excès d'amour.
M. Irwine, titulaire (incumbent) de la paroisse, assure la liaison entre les groupes, sans vraiment fréquenter quiconque en dehors de la famille du squire Donnithorne ; ses échecs répétés, cependant, à la fois comme pasteur anglican et comme juge de paix, portent ombrage à son Église plus qu'à sa personne : la marginale Dinah Morris, en effet, membre militant d'un courant du protestantisme évangélique, apporte bien plus de réconfort moral et de soutien matériel que le titulaire de l'Église institutionnelle reconnue par l'État royal. Il y a là un triomphe de la Low Church sur la High Church, reflétant le sentiment de George Eliot qui, désormais éloignée de la religion, se souvient des pratiques méthodistes rencontrées pendant son enfance,.

#### Les acteurs de l'histoire
Ils sont quatre, Adam Bede, Dinah Morris, Hetty Sorrel et Arthur Donnithorne ; autour d'eux gravitent les personnages de second plan, parents, amis, les chiens (celui de squire Donnithorne, Gyp, celui d'Adam, Growler, Trip, ceux de Mrs Poyser, Pug, celui de M. Irwine, celui de Thias Bede). Le cas de Seth Bede, le frère d'Adam, reste paradoxal : bien qu'il ne joue pratiquement aucun rôle dans l'action, l'homme est soigneusement étudié car il représente une façon différente d'appréhender les choses, moins rigide, plus douce que celle d'Adam. Dès le début, le narrateur explique que « son regard, au lieu d'être passionné (keen) [comme celui de son frère], est confiant (confiding) et bienveillant (benignant) » ; et que « les vagabonds désœuvrés savaient au premier abord qu'ils pouvaient recevoir une pièce de lui, [alors qu']ils adressaient à peine la parole à Adam » (chapitre I : The Workshop [« L'atelier »], p. 6).
Parmi ces personnages, seuls Adam, après la longue maturation suivant le choc, Dinah, brusquement à la fin, Hetty et Arthur, contraints puis en proie à leur conscience morale, sont conduits à changer, les autres semblant demeurer à tout jamais tels qu'en eux-mêmes. Ce sont les jeunes gens de la communauté : Hetty a dix-sept ans, Arthur vingt, Adam et Dinah vingt-cinq lorsque s'ouvre le roman, et la génération précédente n'a que peu d'influence sur leur comportement. S'il lui donne son nom, c'est qu'Adam Bede est le héros du livre : présent de la première (« the tallest of the five workmen », [le plus grand des cinq travailleurs]), p. 4, à la dernière page, en fait jusque dans les derniers mots du livre : (« Come in, Adam, and rest; it has been a hard day for thee » [Entre Adam, repose-toi ; la journée a été dure pour toi]), p. 298, son point de vue est le plus fréquent et, note Sylvère Monod, « tous les événements sont considérés en fonction de lui et de leur effet sur lui » ; de plus, la relation à Adam est la mesure morale des autres personnages, et « il n'est pas impensable que George Eliot tienne et nous invite à tenir la conception de la vie illustrée par Adam comme plus saine et plus riche que celle de Dinah, […] arracher [cette dernière] à l'abnégation et au célibat pour la contraindre à l'épanouissement est une fonction importante ».

### Processus de caractérisation

#### Procédés de présentation

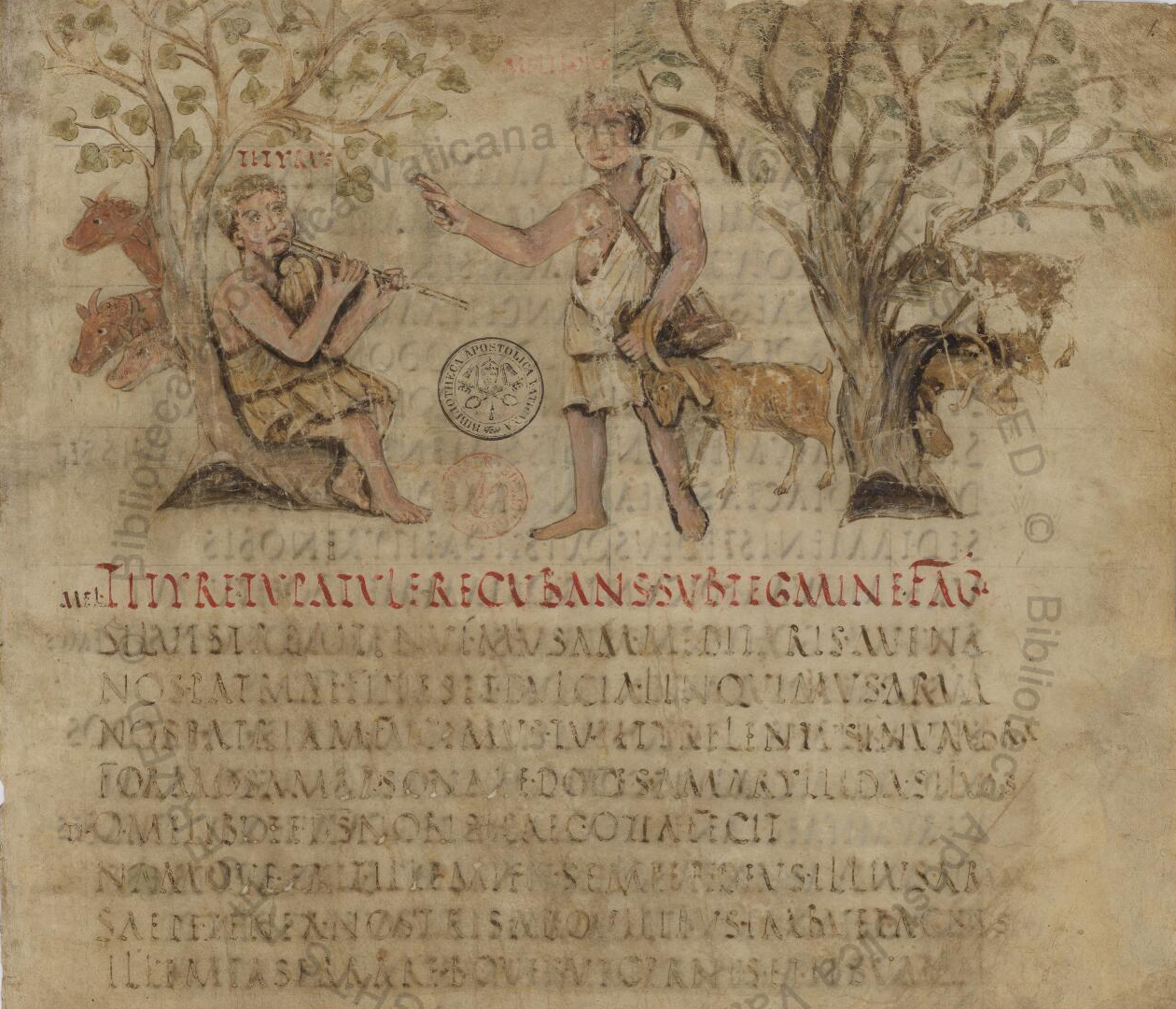
Les douceurs virgiliennes, folio des Églogues.

George Eliot ne cherche pas à innover ; comme Fielding et comme Dickens, elle puise dans la tradition pour s'intéresser d'abord à l'aspect extérieur des choses. Les personnages sont indissociables du cadre naturel en dehors duquel ils perdraient toute signification. Solide, immuable, avec des maisons bien charpentées, de vigoureuses futaies, des rivières paresseuses coulant à ras bord, il pèse sur la population rivée à la terre. Quitter Hayslope équivaut à une sentence de mort, comme Hetty en fait l'expérience. Aussi, nul besoin de poétiser cet environnement ; bien au contraire, George Eliot tend à le démystifier et de lui garder sa dimension prosaïque : quelle que soit leur majestueuse beauté, les arbres doivent être abattus ; quel que soit leur charme vétuste, les maisons doivent être réparées. Le climat suit sans écart le cours des saisons et le soleil n'est jamais autorisé à tricher. Le comté du Loamshire, encore moins celui du Stonyshire, n'ont rien d'idyllique : point de doux pâturages à la Virgile, mais une terre qu'il faut travailler sans relâche. Si elle est généreuse, c'est que l'homme lui laisse ses sueurs et ses larmes. Il la modèle à sa façon, mais c'est elle qui le domine par les exigences qu'elle lui impose. Dinah Morris résume cet attachement à la terre au début du chapitre VIII, (« Une vocation »), p. 51, parlant d'elle comme d'une plante rivée à sa terre : « Je viens de Snowfield, dans le Stonyshire […] un endroit désolé. Mais je ne suis pas libre de quitter Snowfield, où j'ai été plantée et où je me suis enracinée, comme l'herbe courte au sommet des collines ».
D'abord convaincue que, comme l'exprime G. H. Lewes dans The Novels of Jane Austen, « un lien subtile [existe] entre l'organisation physique et l'organisation mentale » (« subtle connections between physical and mental organisation »), George Eliot s'aide de la phrénologie,, alors très en vogue, pour s'efforcer de créer des portraits donnant des indications sérieuses sur le tempérament et la conduite des personnages. Aussi, leur aspect extérieur est-il privilégié. George Eliot entend que le lecteur sache exactement à quoi ils ressemblent, quel est leur âge et leur silhouette, quels sont leurs traits et leurs mimiques. Comment ils s'expriment revêt aussi une importance particulière, car elle trahit leur rang social. Le Squire, Arthur Donnithorne et M. Irwine ne parlent pas en dialecte local et n'ont pas d'accent régional, ce qui prouve qu'ils ont reçu une bonne éducation universitaire. Dinah, pourtant inculte (mais elle écrit de magnifiques lettres ! (chapitre XXX, « The Delivery of the Letter » [« La distribution de la lettre], p. 182), utilise elle aussi le King's English, ce qui la classe à part de ses congénères. Mrs Poyser est née avec le gift of the gab (une langue bien pendue), et George Eliot s'en sert pour émailler le texte d'aphorismes de son crû, si bien que Mrs Poyser personnifie la sagesse profonde des Midlands, ce qui lui vaut la considération générale, y compris celle d'Adam qui prétend que « sa langue est aussi acerbe que son cœur est tendre » (chapitre LII, « The Meeting on the Hill » [« La rencontre sur la colline »], p. 294). Parler, et bien parler dans cet univers restreint, confère au personnage un prestige qu'il ou elle ne mérite pas toujours : George Eliot elle-même le sait, qui met en garde contre les apparences, par exemple celles de la beauté : « il n'y a aucune corrélation directe entre les cils et la morale », écrit-elle à propos de Hetty (chapitre XV, « The Two Bed-Chambers » [« Les deux chambres à coucher »], p. 88). Mais Hetty est très jeune ; qui, en revanche, est plus égoïste que M. Poyser, au parler si rude et qui jouit de l'estime de ses compatriotes ?

#### Ressorts psychologiques des personnages

##### Des personnages complexes

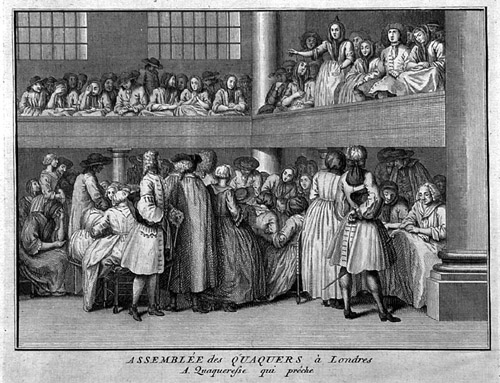
Prêcheuse, ici Quaker, à Londres (c.1723).

George Eliot crée des personnages complexes, jamais gouvernés par les réflexes agitant certains des automates de Dickens, Dinah Morris mise à part, car son méthodisme régit le moindre de ses actes, leur conduite se détermine en fonction d'influences parfois contradictoires. En ce sens, la méthode de George Eliot est semblable à celle des sociologues qui distinguent les « groupes primaires » (famille, travail) des « groupes secondaires » (religion, mentalité collective dont les superstitions sont consciencieusement relevées, par exemple « the boguy », cet être imaginaire maléfique dont les campagnards ont souvent peur, comme en témoigne Witty Ben au chapitre II : « The Preaching » (« La prédication »), p. 12),.
Affirmant dans Le Moulin sur la Floss, que le travail du romancier ne diffère pas de celui de l'homme de science « […], chaque objet singulier est le résultat d'un grand nombre de conditions », George Eliot ressent l'obligation de « se référer sans cesse aux circonstances particulières qui affectent le lot commun »,. Bref, c'est en compliquant le monde qu'elle complique ses personnages.

##### Des individualités marquées
La part de mystère
Pour autant, le déterminisme n'expliquant pas tout, chacun dans Adam Bede garde sa part de mystère : ainsi, un personnage sans réelle épaisseur, « plat » selon la terminologie exprimée par de E. M. Forster (1879-1970) dans Aspects of the Novel (1927), comme le cordonnier Joshua Rann, joue plutôt bien du violon lors de la fête décrite au chapitre XXV, et possède le don inexplicable de lire magnifiquement à l'église. De même, ne sauraient être ignorées les exigences du désir : la volupté animale, de « petite chatte », « it is a beauty like that of kittens » (chapitre VII (« The Dairy » [« La laiterie »], p. 47) exhalée par Hetty à laquelle succombe Arthur, l'extrême délectation de la boisson dont Adam jouit longuement, l'attrait personnel d'Adam troublant la vertueuse Dinah au franchissement d'un échalier, ces jouissances secrètes pèsent lourd sur les événements.
Les sentiments
Les sentiments, cependant, restent l'objet privilégié de l'analyse. George Eliot se penche sur l'amour en deux occasions, la passion du jeune âge avec Hetty, la tendresse de la maturité avec Dinah, alors âgée de trente-cinq ans. En chemin, elle a aussi disséqué le désespoir avec Hetty et Adam, la foi, cette constante conquête, avec Dinah, le remords chez Hetty encore, qui exacerbe le passé et corrompt le présent, et le repentir chez Arthur, qui, au contraire, abolit le premier et régénère le second. La rédemption du jeune squire illustre les vues, que partage George Eliot, exprimées par Charles Bray, selon lesquelles « l'erreur et même le crime finissent par conduire au bien », puisque les coupables et aussi ceux qui les observent « peuvent profiter des expériences malheureuses et éviter le retour de telles calamités ».
La crise comme révélateur
Pour révéler le secret des âmes, George Eliot utilise le procédé de la crise. Dans le monde d'Adam Bede, l'inquiétude est quasi permanente en dépit des certitudes affichées : Adam pense avoir toujours raison et, lorsque les circonstances ne lui sont pas favorables, il argumente avec le destin auquel il reproche de ne pas se conformer à ses idées ; son frère Seth, plus faible et plus discret, n'exerce aucune influence sur le cours des choses, mais s'avère très sensible à leurs effets et quand éclate le scandale, c'est lui qui, en un geste symbolique, réconforte sa mère alors qu'Adam est au travail ; quant à Arthur, dévoré par l'envie d'être un bon garçon, l'excellente opinion qu'il a de lui-même l'incite à croire qu'elle est partagée par tous : « il y avait une sorte de confiance implicite en lui qu'au fond, il était un si bon gars que la Providence ne pouvait le rudoyer » (chapitre XXIX, « The Next Morning », [« Le lendemain matin »], p. 174), et lorsqu'il ouvre enfin les yeux, c'est pour constater avec surprise et horreur le chaos mental dans lequel il est plongé.

#### Le concept de sympathie

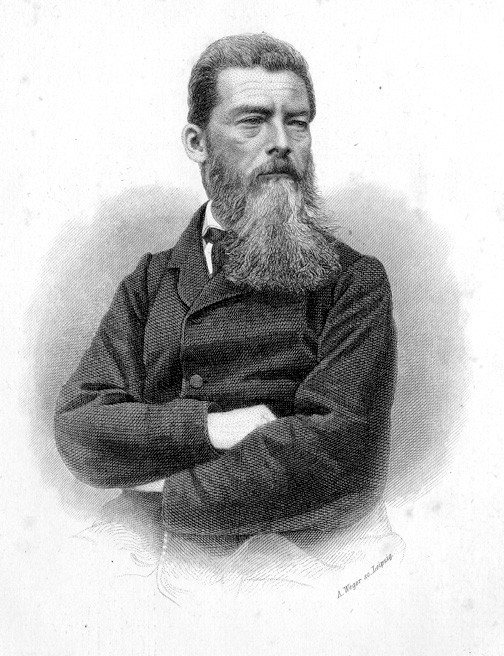
Ludwig Feuerbach par August Weger.

Le principe directeur de la démarche de George Eliot est le concept de « sympathie », tel qu'il a été défini par Feuerbach (1804-1872). Déjà, dans un article sur le poète Edward Young publié en 1857, elle précise que la moralité procède « du sentiment et de l'action, et non de l'obéissance forcée à une théorie ou à des règles ». Elle affine sa pensée dans le cours du roman : « Nul doute, nul doute, écrit-elle, que la seule connaissance véritable de nos semblables est celle qui nous permet de nous sentir en sympathie avec lui, […] ce pauvre mot incluant notre meilleure compréhension humaine et notre meilleur amour » (chapitre L : « In the Cottage » [« Dane le Cottage »], p. 271).
Par la sympathie, en effet, peut se définir le degré d'excellence morale qui habite chacun ; certains personnages débordent de sympathie, d'autres lui restent étrangers, quelques-uns y parviennent par la souffrance.

##### Les égoïstes
Hetty, malgré sa jeunesse et son inexpérience, se classe en tête de ce groupe. Le contraste est total entre sa stupéfiante beauté et sa sécheresse de cœur. À son égard George Eliot utilise l'adjectif narrow (étroit) de façon récurrente : « narrow circle of her imagination » (« cercle étroit de son imagination »), « narrow fantastic calculation » (« étroit et chimérique calcul »), « poor narrow thoughts » « pauvres et étroites pensées »), « narrow heart and narrow thoughts » (« cœur étroit et étroites pensées ») (chapitre XXXI, « In Hetty's Bed-Chamber » [« Dans la chambre à coucher de Hetty »], p. 185-188). Mrs Poyser préfère utiliser l'image du caillou : « hard as a pebble, a dried pea, a cherry with a hard stone inside it » (« dur comme un caillou, un petit pois desséché, une cerise avec un noyau de pierre à l'intérieur ») (chapitre XXXI, p. 185-188). Hetty, en effet, paraît insensible à la mort de son père adoptif Thias Bede, à l'amitié d'Adam, à l'affection anxieuse de Dinah (chapitre XV, p. 91), au charme des enfants, à la présence des animaux de la maisonnée, à Gyp, le chien bien-aimé d'Adam.
Plusieurs autres personnages, pourtant enjoués, affables et même séduisants, exposent leur vraie nature lorsque les circonstances sollicitent en vain leur compassion. Mrs Irwine, pourtant intelligente, voire ironique, adore son fils mais se désintéresse de ses filles malades ; le vieux squire Donnithorne, à l'impeccable politesse et aux tenues décontractées, s'avère d'une inhumanité inique ; Martin Poyser, en principe bon père et bon mari, excellent voisin et fidèle ami, n'a de cesse de vilipender le travail de ses semblables, celui de Luke Britton en particulier, et, lorsque éclate le scandale provoqué par Hetty, il fait preuve d'une indigne sévérité, se révélant « aussi dur et implacable que la bise du nord-est » (chapitre XIV (« The Return Home » [« Le retour à la maison »], p. 81).

##### Les altruistes
L'altruisme absolu

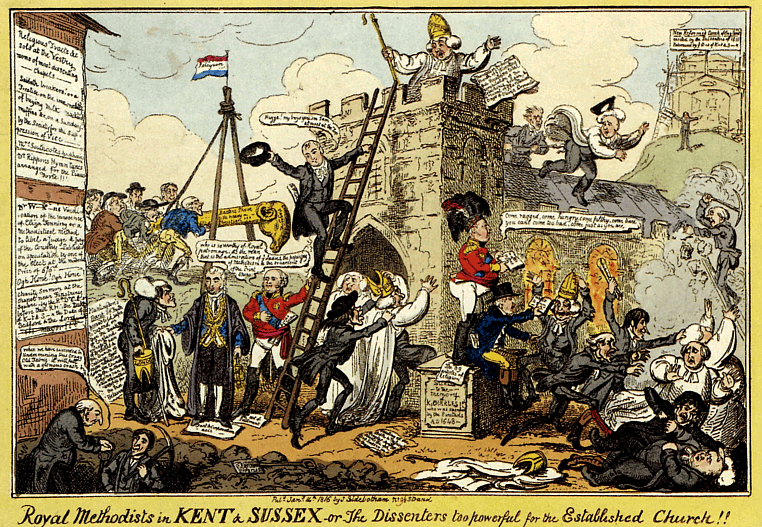
Les méthodistes surclassant l'« église établie » (George Cruikshank, 1792-1878).

Dinah Morris est si totalement dévouée à autrui qu'elle semble perdre toute conscience de sa personnalité ; d'ailleurs, son discours est souvent émaillé de formes passives, comme si son moi se dissolvait dans une immense empathie. Elle est l'ange gardien du Stonyshire et du comté voisin, dispensant le réconfort dans les familles, tant les ouvriers du pays minier que les Poyser ou Lisbeth Bede. Douée d'une « sympathie divinatoire » (« sympathetic divination »), « aiguë et prête à l'emploi » (chapitre X, « In the Cottage » [« Dans le Cottage »], p. 67), elle anticipe les soucis et prophétise les catastrophes, avertissant Hetty des conséquences de sa conduite et trouvant les mots précisément attendus par Adam après la mort de son père. Tant de bonté naturelle exige parfois un correctif ; George Eliot le confie aux deux commères de service, Mrs Poyser et Lisbeth Bede, qui s'accordent à penser que Dinah est « tout cœur mais manquant de réalisme pratique », en somme trop détachée des biens matériels.
D'un point de vue doctrinal, Dinah aime Dieu, en conséquence de quoi elle aime son prochain « as those for whom my Lord has died » (« comme ceux pour lesquels mon Seigneur est mort », chapitre II, « The Preacher » [« La prédicatrice], p. 19). À ce sujet, Émile Montégut écrit dans son compte-rendu du roman publié en 1859 (réaction de l'immédiat, puisqu'il ignore la véritable identité de l'auteure dont il écorche le nom avec deux « t » et appelle « Monsieur »), « le sacrifice actif, le dévouement pratique étaient l’âme de sa vie ; loin de renoncer à l’action ou de s’y résigner pieusement, elle la recherchait au contraire avec ardeur. En un mot, sa piété était zélée, et elle avait cru que le meilleur moyen de devenir la servante de Dieu était de se faire la servante des hommes ». En réalité, comme en témoignent les descriptions contenues dans le chapitre II (« La prédicatrice »), l'amour de l'humanité de cette « sainte Catherine en robe de Quaker », comme l'appelle Arthur Donnithorne au chapitre V, p. 36, loin d'être la conséquence d'un endoctrinement, est direct et immédiat, au point qu'il se manifeste par des réactions physiologiques, pâleur de la peau, poches sous les yeux, larmes réprimées, expression de pitié « comme si elle venait d'apercevoir un ange destructeur planant au-dessus de la tête des gens » (chapitre II « The Preacher » [« La prédicatrice »], p. 18), voix assourdie, gestuelle comme paralysée, telle un « ravissant cadavre dans lequel l'âme est revenue chargée de secrets d'un amour plus sublime encore » (chapitre XV, (« The Two Bed-Chambers » [« Les deux chambres à coucher »], p. 90).
L'altruisme relatif
L'altruisme de quelques autres personnages s'avère plus équilibré (ou plus mitigé) que celui de Dinah. Mrs Poyser, ce « génie verbal » à l'intelligence incisive et à la langue « coupante, selon Mr Irwine, comme un rasoir qu'on vient d'affûter » (chapitre XXII, p. 192), qui invective le vieux squire (chapitre XXXII), au regard qu'on dirait « venu de l'Arctique » (chapitre VI, « The Rector » [« Le pasteur »], p. 42), sait se pencher avec tendresse sur la petite Totty (qu'elle ne gronde pas après que l'enfant a souillé ses vêtements du bleu réservé à l'amidon) (chapitre VI, « The Rector » [« Le pasteur »], p. 43). Pour la caractériser, Adam associe deux adjectifs, keen et mild (« affûtée », « bienveillante »), dont la récurrence finit par énoncer un véritable thème : dans cette réunion de qualités réside l'équilibre souhaitable entre la tête et le cœur. M. Adolphus Irwine est lui aussi appelé keen et benignant (« bienveillant ») ; pourtant, responsable de trois paroisses anglicanes, Broxton, Hayslope et Blythe, il se préoccupe plus du confort de sa mère et de ses trois sœurs que de la détresse de ses ouailles. Ancien précepteur d'Arthur, avec qui il entretient des relations de grande confiance, il échoue à prévenir le drame et à soulager les cœurs meurtris. L'altruisme de Bartle Massey souffre également d'éclipses : sollicitude envers les élèves en difficulté (Bill, maçon méthodiste âgé de vingt-quatre ans, qu'il couve de ses soins pédagogiques) mais impatience à l'encontre des deux jeunes gens qui satisfont mal à ses exigences (chapitre XXI), absence de compassion envers Hetty, misogynie affirmée (il essaie de dissuader Adam du mariage, p. 292), tentatives de manipulation mentale ; bref, Bartle Massey porte en lui la contradiction, à la fois la « bonté compatissante » et un « tempérament vif et impatient » (chapitre XXI « In Hetty's Bed-Chamber » [« Dans la chambre à coucher de Hetty »], p. 129). Sa boiterie physique est donc symbolique d'une certaine claudication morale.
Toutes ces imperfections appellent un progrès auquel seule peut conduire la souffrance.

##### La sympathie par la souffrance
Évoquant l'art de George Eliot, Barbara Smalley écrit que « son principal souci n'est pas, comme chez les romanciers qui l'ont précédée, une personnalité jouant son drame dans le monde extérieur […] Ses mémorables rendus de portraits sont tous des études d'une action évoluant au tréfonds de ses personnages ». Évolution il y a, en effet, du moins pour les acteurs principaux. Ce cheminement, que les circonstances induites par les failles de caractère rendent chaotique, passe par quatre phases distinctes.
Le temps du chagrin
Barbara Hardy appelle le temps du chagrin, celui qui prévaut dans la seconde partie du roman, « le moment du désenchantement » ; elle le décrit comme « la nuit de l'âme, le désert de l'être ». Depuis longtemps, George Eliot analyse ce deuil de la personnalité, par exemple dans une lettre à Sara Hennel datée du 4 juin 1848 où elle écrit : « Hélas pour ces pauvres mortels que leur destin condamne à se réveiller un beau matin pour constater que toute la poésie qui baignait leur monde encore la veille, s'est évanouie, totalement évanouie ! Le monde anguleux et dur des chaises et des tables, et aussi des miroirs, les dévisage dans son absolue et prosaïque nudité ! ».
« Le prélude à la métamorphose » (Barbara Hardy)
C'est que l'épreuve, avec son cortège d'anxiété, de chagrin, de désespoir, élève les personnages principaux et, en particulier, le héros central, Adam, à une conscience morale supérieure. Le désenchantement, écrit Barbara Hardy, « conduit à la métamorphose […]. C'est le prélude au changement », le temps « de la mue, du rejet de l'ancienne peau, […] de la libération de ce vieux tégument usé ». Les difficultés infligées d'abord, l'alcoolisme de Thias Bede, le père, la ruineuse dispense de service militaire pour Seth, le frère, les avanies de Lisbeth, la mère, tout cela l'a éveillé aux réalités de la vie mais pas encore mûri, trop peu enclin qu'il demeure à accepter « la faiblesse qui s'égare » (chapitre XIX, « Adam on a Working Day » [« Adam un jour de travail »], p. 116).
L'auteure annonce elle-même le remède souhaité : « [get] his heart-strings bound round the weak and erring, so that he must share not only the outward consequence of their error, but their inward suffering » (« attacher les fibres de son cœur autour du faible et de l'égaré, pour partager non seulement les conséquences extérieures de son égarement, mais sa souffrance intime ») (chapitre XIV : « Adam on a Working day » [« Adam un jour de travail »], p. 116). L'instrument de cette mutation suprême est Hetty Sorrel et, en deçà, Arthur Donnithorne, qui, par la suite tragique d'événements qu'ils enclenchent, servent, d'abord pour les autres puis pour eux-mêmes, de catalyseur à la catharsis ou, comme l'écrit Mario Praz, de « levain à la rédemption »,.
« La poussée vitale » (George Eliot)

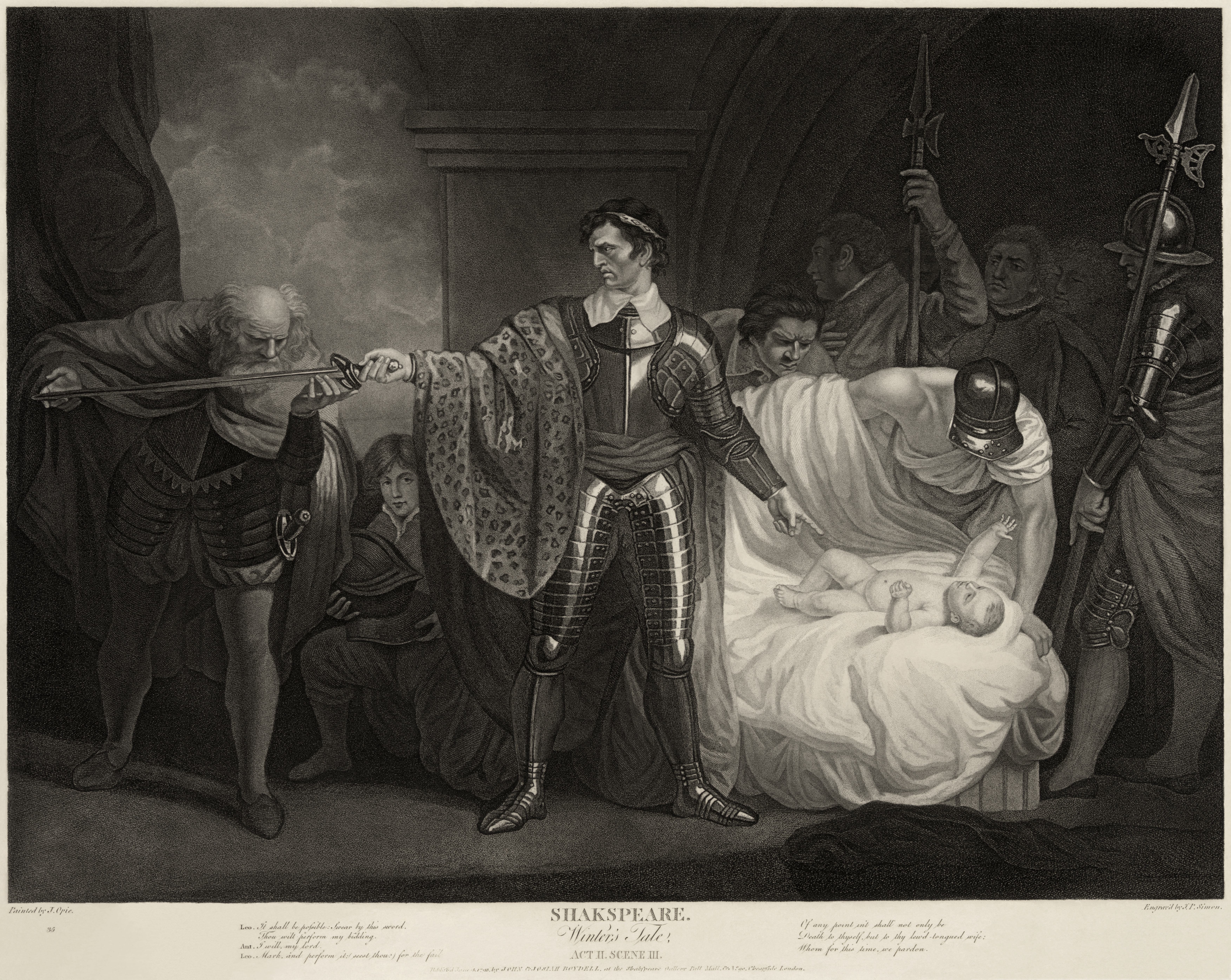
Le Conte d'hiver, II, 3, par John Opie.

George Eliot précise que se produit en Adam « une poussée vitale de grande plénitude, venue de sa rencontre avec les abîmes du chagrin » (chapitre XLIV : « The Meeting on the Hill » [« La rencontre sur la colline »], p. 295) ; à ce propos, Maurice Hussey ajoute qu'Arthur connaît lui aussi la détresse morale, la même que celle d'Adam, bien que ce dernier soit innocent et lui coupable ; il voit là un exemple de remords remontant à un archétype shakespearien, en particulier celui que présente le roi de Sicile Leontes dans Le Conte d'hiver après qu'il a compris l'horreur fatale de son soupçon ; manque cependant en Adam, écrit-il, le « chagrin sanctificateur » (« saint-like sorrow ») et sa densité tragique. À la fin du roman, Mrs Poyser tire la leçon des événements : Dinah Morris est restée fidèle à elle-même, « une de celles qui vous aiment le plus quand vous en avez le plus besoin » (chapitre XX : « Adam Visits the Hall Farm », « Adam rend visite à la ferme de Hall »)) et Adam s'est révélé conforme à sa prédiction, « certainement pas l'un de ceux qui sont tout paille et dépourvu de grain » (chapitre XIV : « The Return Home » [« Retour à la maison »], p. 82).
La paix retrouvée
Les noces de Dinah et Adam inaugurent l'ère de paix que mérite désormais Hayslope. Dinah renonce au militantisme méthodiste pour se consacrer à ses devoirs d'épouse, conformément à l'éthique de George Eliot qui pense, d'ailleurs comme Dickens dans Bleak House, que le champ d'action idéal de l'altruisme se trouve plutôt chez soi. L'union des deux piliers de la communauté atténue aussi la noirceur du passé que nul n'a oubliée, car « il est une sorte de mal inexpiable » (« Épilogue ») : Hetty est morte, Arthur, « ce pauvre jeune homme », comme l'appelle toujours Dinah, se voue au rachat de son inconséquence, Adam et ses amis ont pris la dimension tragique des choses. Symboliquement, la cérémonie du mariage s'est tenue juste après les moissons : le monde n'est plus sens dessus-dessous, et la sympathie, laisse espérer l'auteure, est bel et bien advenue : « De mémoire d'homme, écrit-elle, rien de tel que Dinah et l'affaire qui l'avait unie à Adam Bede n'avait jamais touché Hayslope » (chapitre LV :  Marriage Bells [« Cloches nuptiales »], p. 297, et elle ajoute : « Écrirai-je jamais un livre aussi véridique que Adam Bede ».

#### «La parabole des trois soupers»
Selon U. C. Knoepplmacher, trois soupers symboliques ponctuent l'itinéraire moral d'Adam Bede.
Le premier souper
Le premier se situe juste après qu'Adam a fini le cercueil que son père Thias n'a pu livrer à temps. Il refuse le repas qu'apporte sa mère Lisbeth et le donne à son chien. Puis, il demande de la lumière et prend deux gorgées d'eau, et poursuit son labeur sans savoir que son père s'est noyé dans la rivière. Son acceptation de ces deux gorgées annonce celle de l'ivrognerie de son père alors qu'il découvre son cadavre ; le symbole de l'eau lui a rappelé sa subordination à la nature, dont un élément, l'eau, tue un être vivant et en abreuve un autre.
Le deuxième souper
Le deuxième a lieu pendant le banquet lors de l'anniversaire d'Arthur Donnithorne. Adam est à l'étage, assis à la table du squire, cette fois avec une chope de bière claire, fier de ses nouvelles fonctions de régisseur des forêts. Peu après, il surprend Hetty et Arthur « à l'état de nature » dans les bois dont il a la charge. La souffrance, comprend-il alors, peut seule sublimer l'homme au-dessus de l'ordre biologique.
Le troisième souper
Le dernier souper signale l'accession d'Adam à la maturité. Il est à nouveau assis à l'étage, mais dans une sombre demeure de Stoniton. Sans ressort, affamé, échevelé et barbu, désespéré, il écoute Bartle Massey lui faire un compte-rendu du procès de Hetty. Le maître d'école lui présente un morceau de pain et un verre de vin qu'il repousse. Mais bientôt, alors qu'il prend la mesure des souffrances de Hetty, il jure de ne pas l'abandonner. George Eliot appelle ce moment un « baptême », une « initiation à un nouvel ordre ». Alors, Bartle Massey offre une seconde fois le pain et le vin. : « hagard, non rasé mais de nouveau debout, […] Adam prit un morceau de pain et but du vin. C'était l'Adam Bede d'avant ». La conversion à la religion de l'humanité est achevée.

## Réalisme dansAdam Bede
En 1857, dans une lettre à son éditeur John Blackwood, George Eliot annonce que son roman sera « une histoire campagnarde pleine du souffle des vaches et de la senteur du foin ».

### Le réalisme de George Eliot vu par ses contemporains

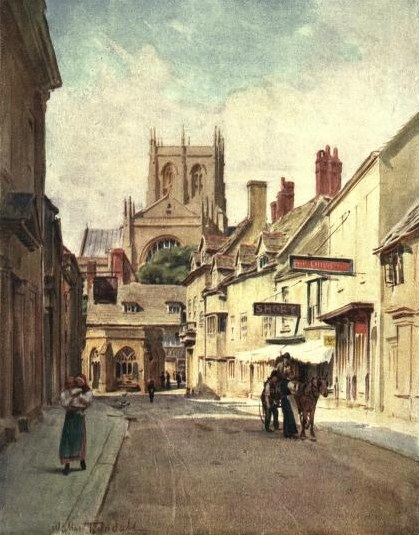
Le réalisme rural de Thomas Hardy : Sherbourne (« Sherton Abbas » dans les romans du Wessex), par Walter Tyndale (1855-1943), 1900.

Les contemporains de George Eliot entendent par réalisme la reproduction fidèle de la réalité, attitude qu'ils ne sont pas tous à apprécier. Algernon Swinburne (1837-1909), par exemple, trouve ses romans trop « francs », (« un cas d'une laideur lamentable », écrit-il du Moulin sur la Floss), bref trop realistic (réalistes). John Ruskin (1839-1900) commente les personnages dans Fiction Fair And Foul (Le roman, ses horreurs et ses beautés), publié en 1880, et déclare que ce sont « des râclures d'omnibus de Pentonville ». Plus perspicace sans doute, Lord David Cecil (1902-1986) l'admire et la trouve supérieure à Thomas Hardy (1840-1928) qui, dit-il, se sert des mêmes types sociaux qu'elle et les place dans le même cadre rural. Quant à Brunetière (1849-1906), il la range parmi les naturalistes dans son étude Le Roman naturaliste de 1883,.

### Une théorie de l'écriture romanesque

#### «Ces stupides romans qu'écrivent les femmes» (George Eliot)
Indépendamment de ces opinions extérieures, et avant qu'elle n'écrive son premier roman, George Eliot, en collaboration avec Lewes, a de 1853 à 1857 mis au point une théorie de l'écriture romanesque qu'elle a fait connaître par une série d'articles publiés dans la Westminster Review (fondée par James Mill et Jeremy Bentham en 1824), et en particulier dans un essai intitulé Silly Novels by Lady Novelists (Ces stupides romans qu'écrivent les femmes),, (1856). Elle raille leurs « situations impossibles, leurs personnages extraordinaires ». Elle critique leur représentation de l'Angleterre rurale qu'elle juge « empreinte d'un idéalisme excessif », c'est, écrit-elle, de la « littérature d'évasion » (« escapist literature »), où les hommes sont toujours affublés d'« un grand front honnête », et « les filles toujours plantureuses ». Pour elle, « les paysans ne sont pas toujours joyeux […], les instincts égoïstes ne s'atténuent pas à la contemplation des boutons d'or ». Alors, « Faites taire vos paysans, s'exclame-t-elle, ne les affadissez pas. Soit vous leur fermez la bouche, soit vous leur faites parler la langue de leur classe sociale ».

#### Quelques «bons» écrivains réalistes

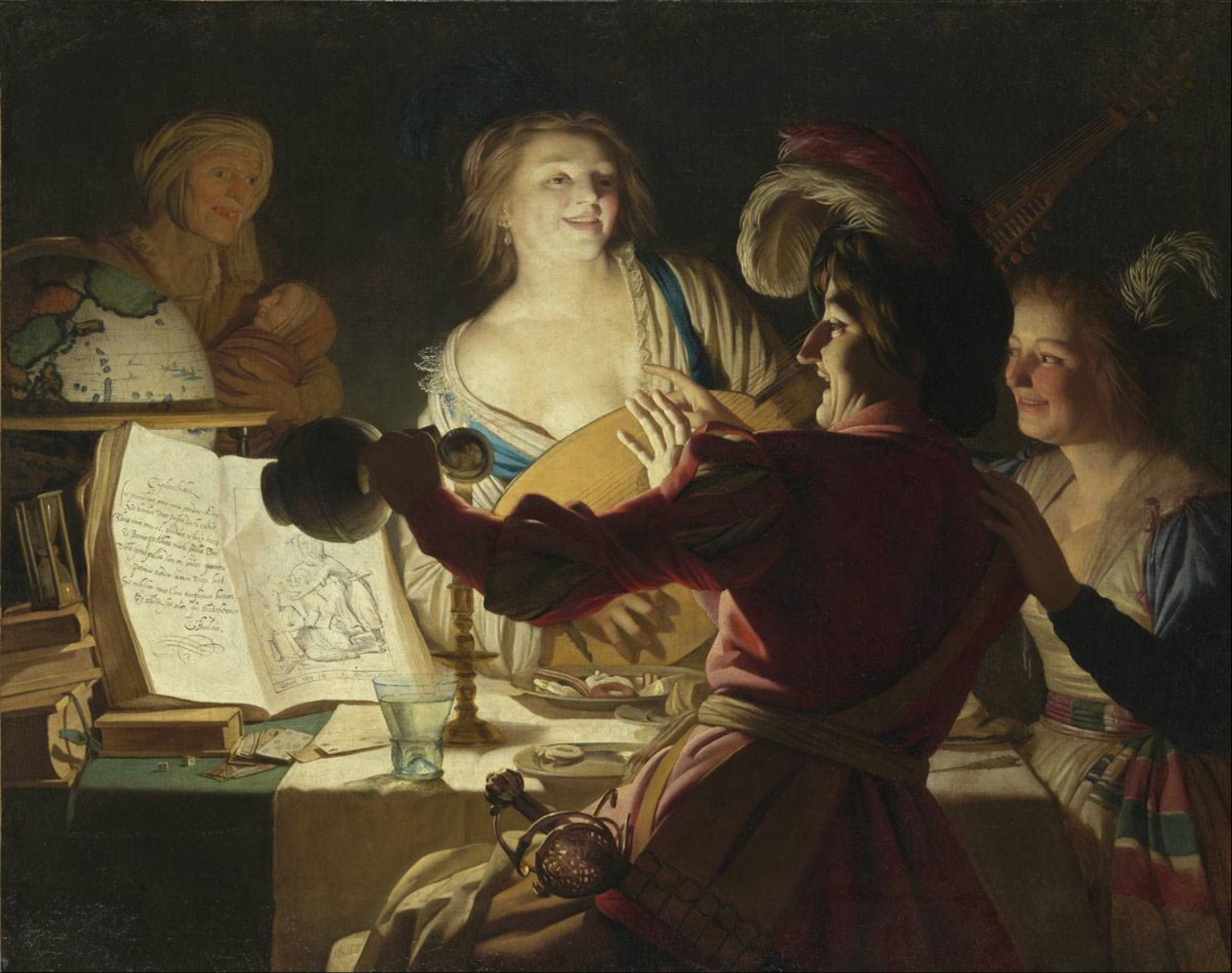
Scène de genre : On s'amuse ! par Gerard van Honthorst (1623).

D'autre part, elle recommande quelques écrivains qu'elle apprécie pour, justement, leur réalisme. Tout d'abord, elle cite Jane Austen qui « de tous les écrivains de l'imagination, c'est la plus réelle. Jamais elle ne transcende sa propre expérience » ; Balzac trouve également grâce à ses yeux, pour sa « fidélité à la réalité qui le rapproche du genre painting (« Scène de genre ») des peintres flamands ». D'ailleurs, Mario Praz souligne la même parenté à propos de George Eliot, et il y voit une tendance propre à la middle class (« classe moyenne ») victorienne,,,. Enfin, elle admire Flaubert et surtout son Madame Bovary auquel, après avoir « dans un premier temps jeté le livre, elle est revenue, trouvant que Flaubert avait eu raison de ne pas faire de compromis avec la réalité ».

#### L'osmose entre l'art et la réalité
Ainsi, le réalisme s'avère être le seul principe de l'art, et nulle déformation n'est souhaitable dans le passage de l'un à l'autre : « fidélité à la vie » (« truth to life »), « moins faire confiance à sa capacité d'invention, et davantage à sa connaissance des réalités en mouvement autour de soi », « représenter fidèlement des choses ordinaires », tel est le seul but de la littérature. George Eliot, cependant, ne dit rien des moyens à mettre en œuvre pour parvenir à cette fin : c'est affaire de bon sens, semble-t-elle penser, une évidence, pour quoi on est ou on n'est pas doué.
Qu'est-ce à dire ? D'abord, ne pas céder à la simplification usuelle qui fait depuis le XVIe siècle de la campagne un Éden et de la ville, Londres en particulier, un enfer ; ne pas « rousseauiser », mais démythifier le monde rural, dont le panache et la vertu, et aussi le vice, logent dans les cœurs et non sous les toits de chaume : « Je me détourne sans affres aucunes des anges qui nous arrivent sur un nuage, des prophètes, des sibylles et des héroïques guerriers, et je me penche sur une vieille femme courbée sur son pot de fleurs » (Adam Bede, chapitre XVII, p. 92). Ensuite, accumuler les objets pour conforter l'illusion du réel, comme les grandes bassines de la laiterie chez les Poyser, les outils de menuisier dans l'atelier de Thias, puis d'Adam Bede, le mobilier du squire, les vêtements de chacun. Enfin, l'authentique parler des campagnes du nord : dans Adam Bede, le narrateur s'exprime en anglais châtié, mais bien des personnages parlent le dialecte local du Nord Staffordshire et des confins voisins du Derbyshire,, que George Eliot reproduit avec une phonétique alphabétique de son cru.

#### LeGenre Painting

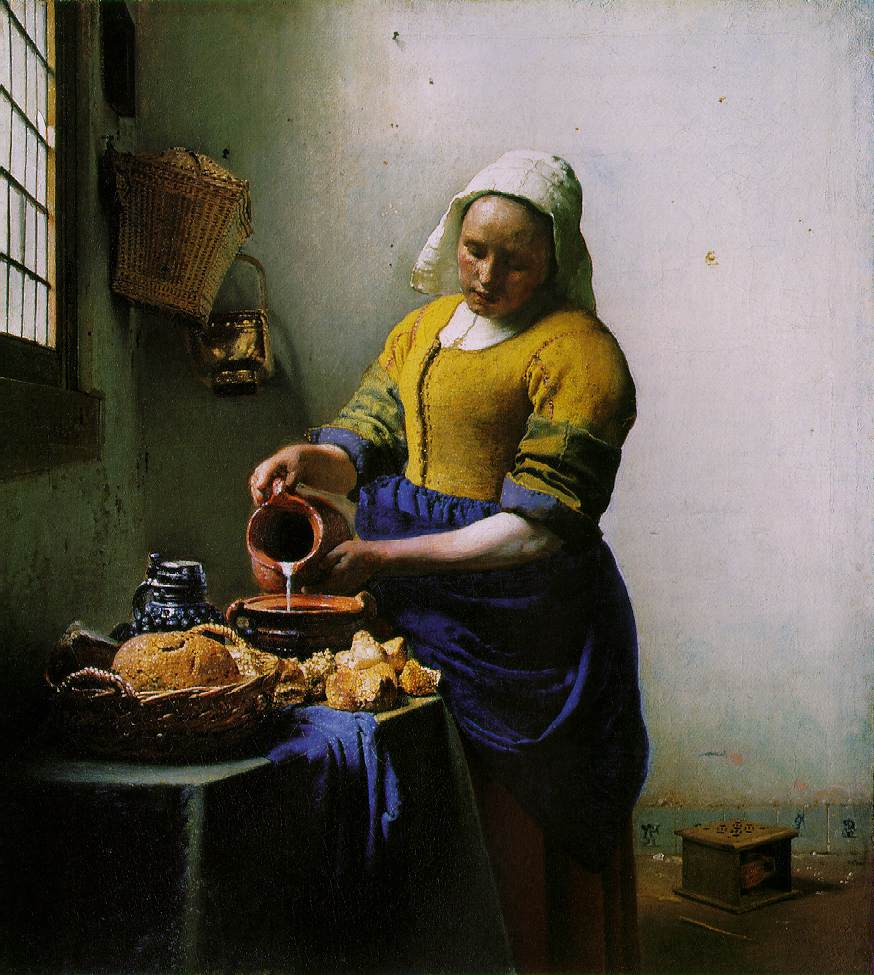
La Laitière de Johannes Vermeer (c. 1657–1658).
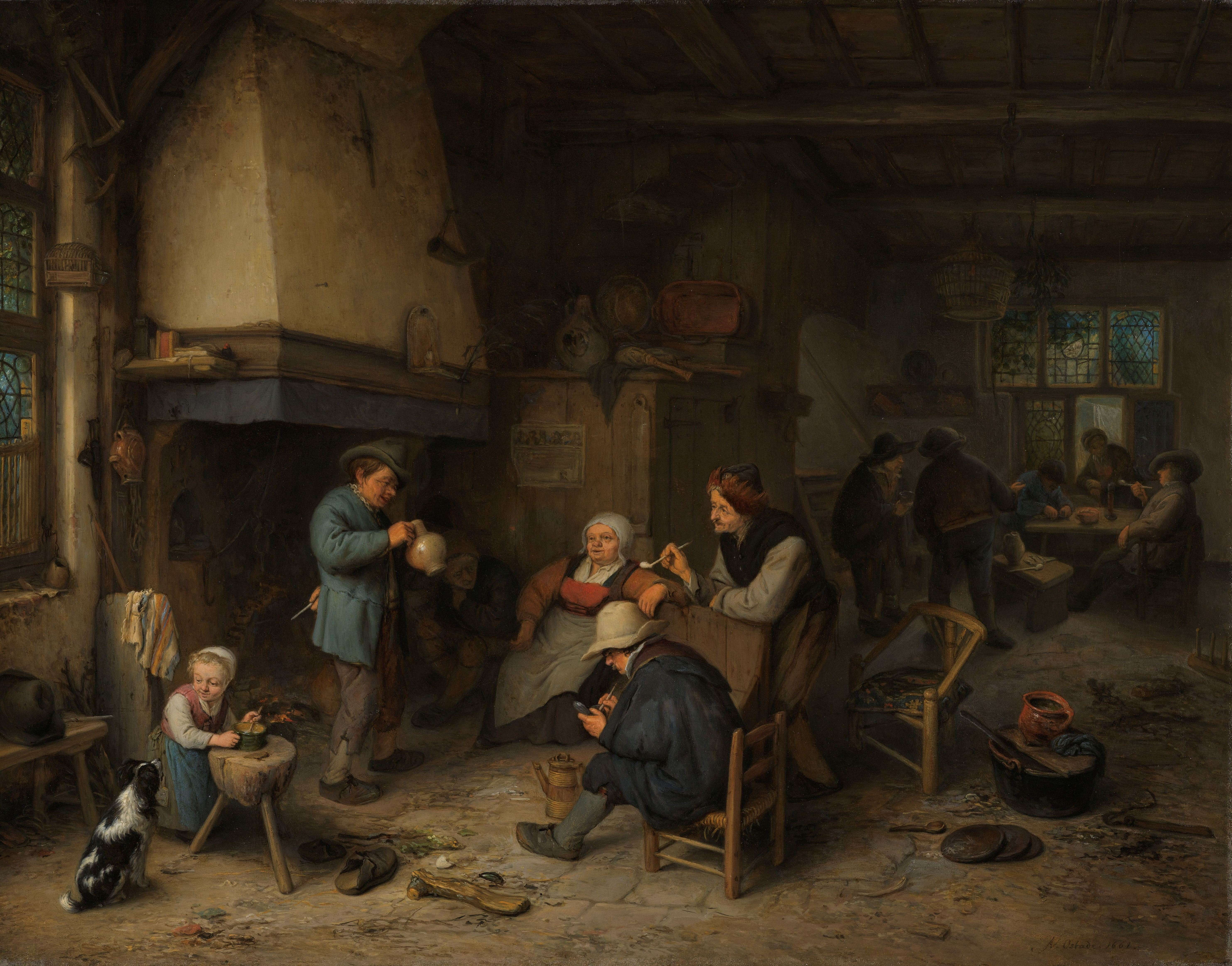
Intérieur paysan, de Adriaen van Ostade, 1661.
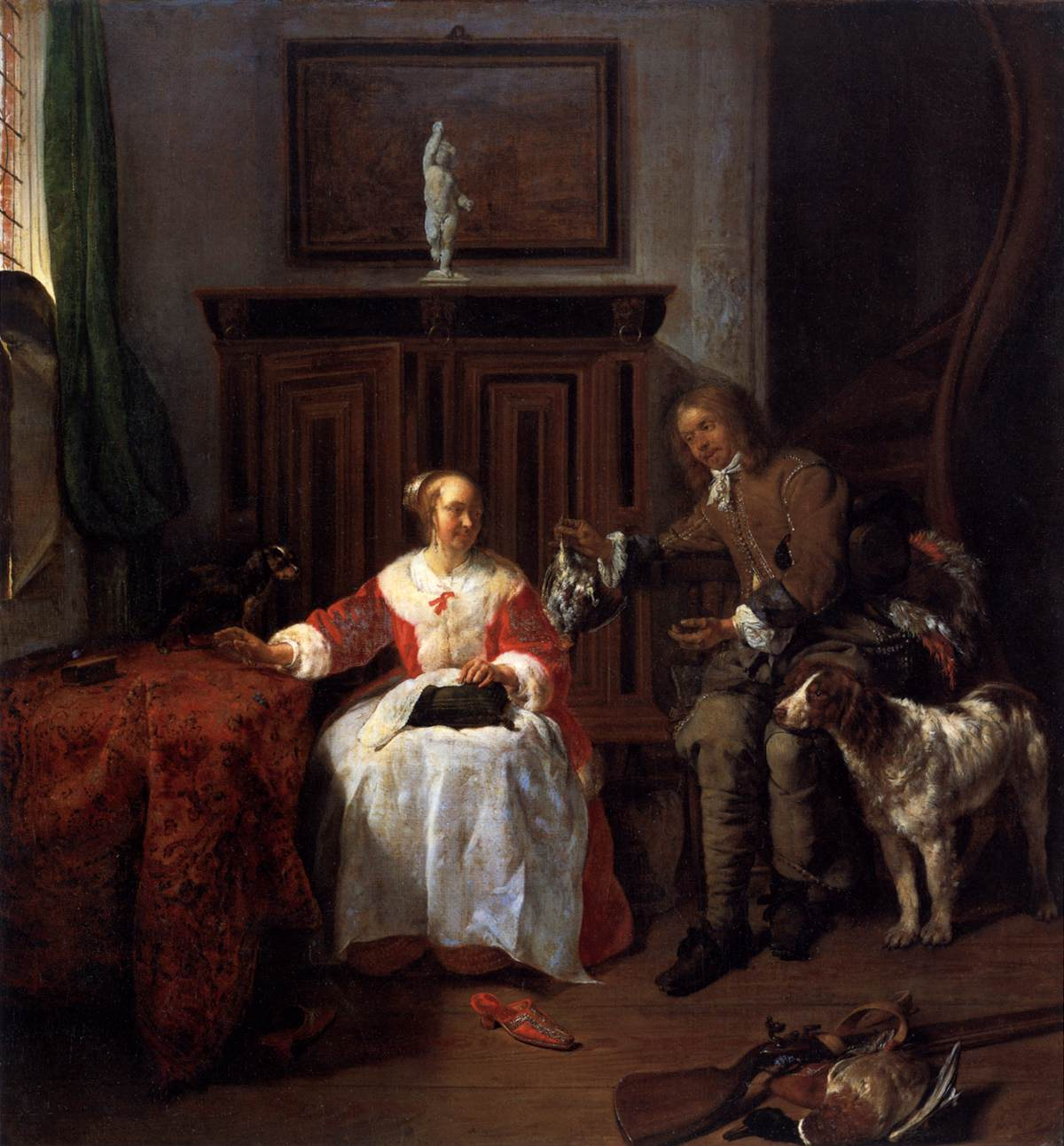
Le cadeau du chasseur, de Gabriel Metsu, 1658-1660.

Le réalisme de George Eliot dans Adam Bede a souvent été décrit comme un genre painting, d'après la formulation de George Scharf (1788–1860), ami de l'écrivaine, qui oppose « le portrait historique, héroïque ou idéalisé d'une grande figure » à la « représentation de la vie dans ce qu'elle a de non-héroïque ». Il attribue la paternité de ce genre aux peintres flamands et hollandais dont la popularité s'accroît aux XVIIIe et au XIXe siècle en Angleterre. À vrai dire, George Eliot elle-même invite à la comparaison au chapitre XVII (« In which the Story Pauses a little » [« Où l'histoire fait une petite pause »]), et la réalité domestique que peignent les maîtres du XVIIe siècle correspond encore à l'Angleterre qu'elle a connue dans son enfance, celle que, précisément, elle reproduit dans son roman. Par exemple, son portrait de vieille femme dans Adam Bede « mangeant seule son repas, tandis que la lumière de midi, peut-être adoucie par un écran feuillu, tombe sur sa coiffe et affleure au bord de son rouet et de sa cruche de pierre » (chapitre XVII, p. 99), correspond tout à fait à la Betende Spinnerin de Gérard Dou (1613-1675), qu'elle a vue à Munich, et qu'elle mentionne dans une lettre,,. L'existence quotidienne, illuminée d'une aura lumineuse bien circonscrite, n'est pas, comme l'écrit Walter Pater, sans évoquer « une sorte de religiosité naturelle » que George Eliot ne récuse certes pas, elle qui promeut plutôt les valeurs de l'ordre, de l'harmonie et de l'amour.
Pour autant, comme le souligne Hugh Witemeyer, George Eliot a subi l'influence d'autres écoles de peinture, celle des peintres géorgiens, par exemple, ou des maîtres victoriens de « l'art narratif, domestique et historique ».

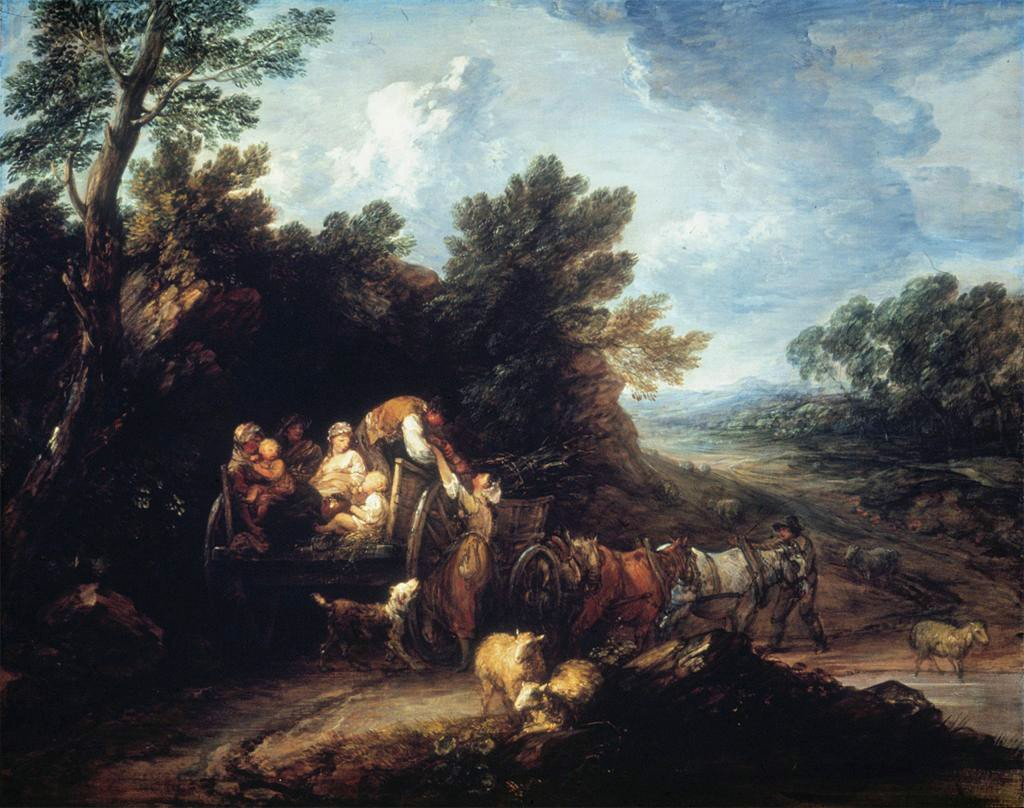
Le tombereau de la moisson, de Gainsborough, 1784.
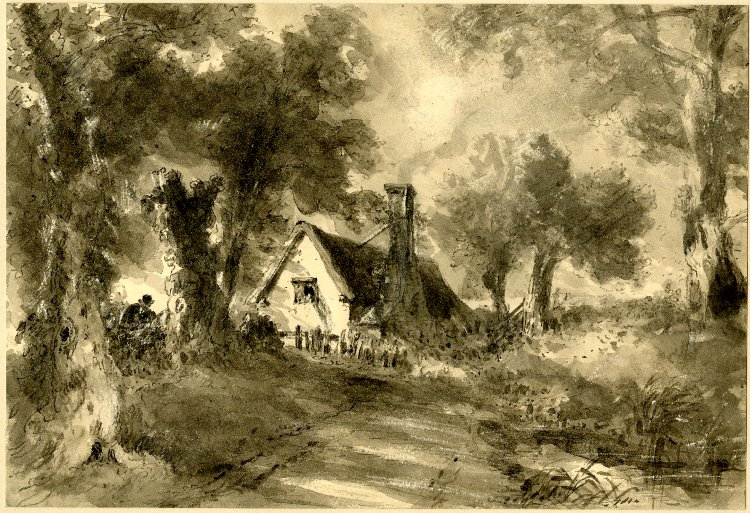
Le Cottage, de Constable, 1827.
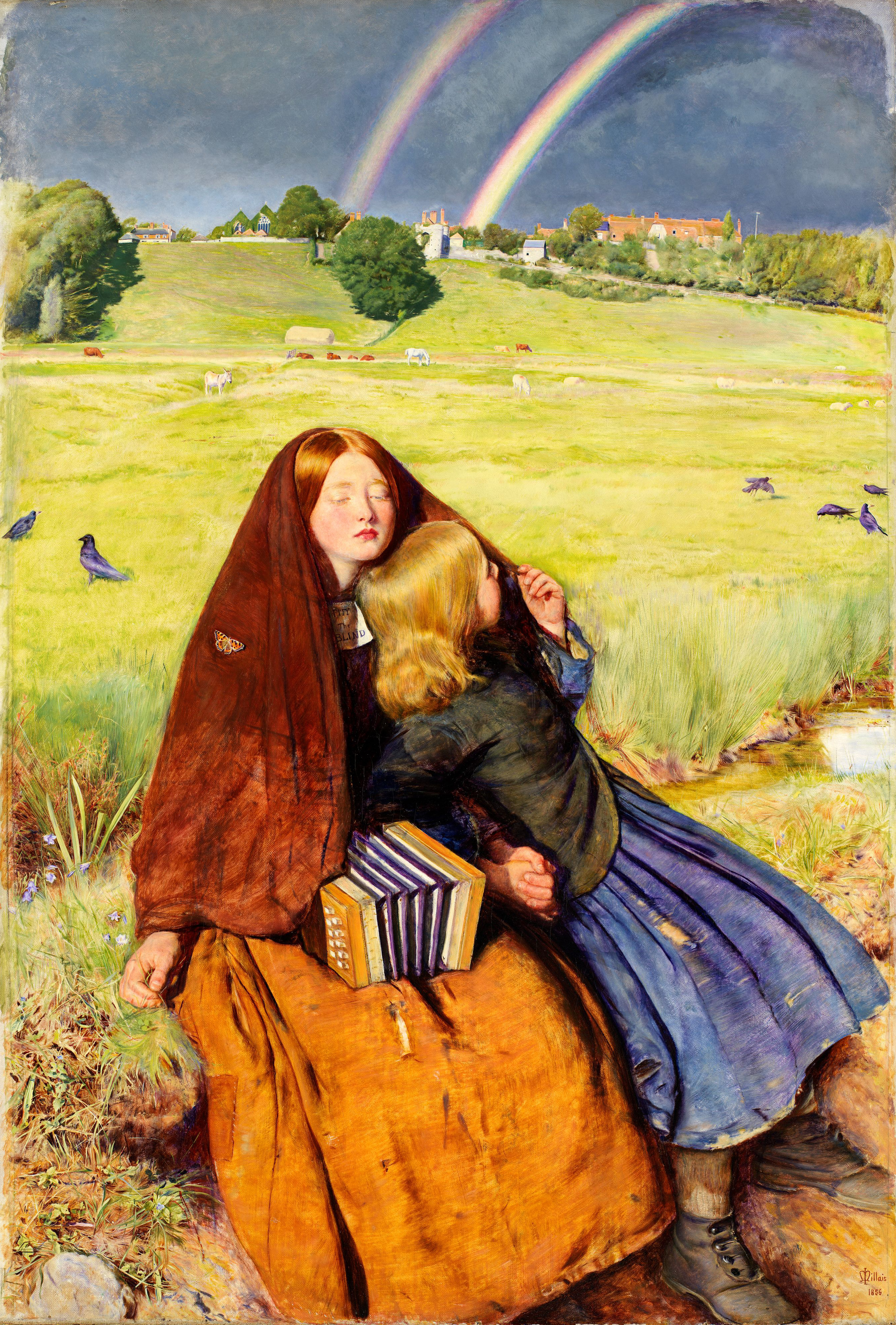
Jeune fille aveugle, de Millais, 1856.

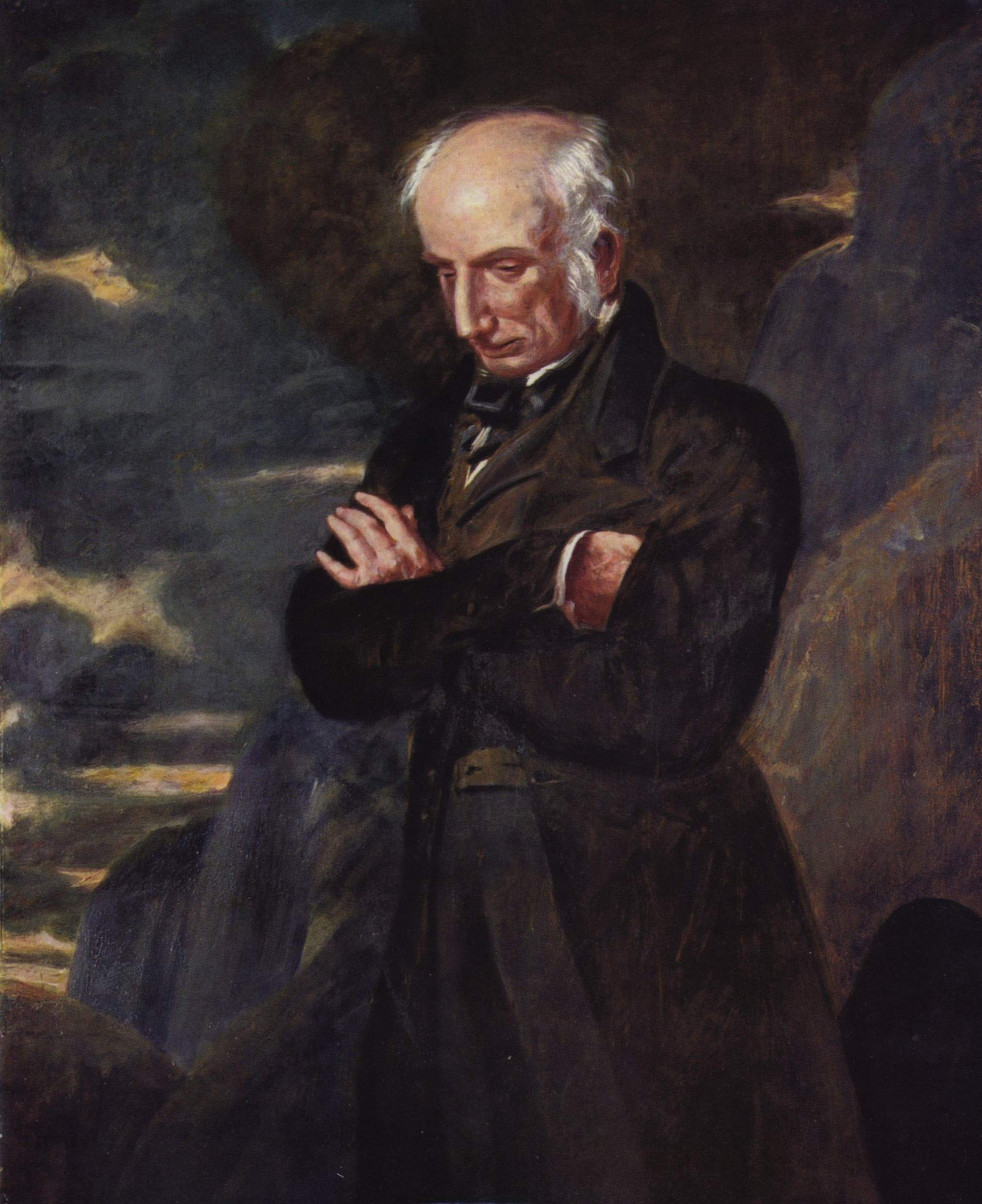
Wordsworth, par Benjamin Robert Haydon (1842)

Parmi les peintres géorgiens, Thomas Gainsborough (1727-1788) et ses scènes campagnardes ont sans doute laissé une trace dans les tableaux dAdam Bede, par exemple le tombereau chargé qu'on retrouve dans le chapitre consacré à la moisson, de même que John Constable (1776-1837) dont le Cottage n'est pas sans ressembler à celui de la famille Bede. En revanche, parmi les innombrables Victoriens du milieu du siècle, dont l’académisme figé au réalisme minutieux est mis au service d’un moralisme conventionnel ou d’un pittoresque facile, seul John Everett Millais (1829-1896), proche du mouvement préraphaélite, et ses tout premiers tableaux champêtres semblent trouver un écho dans son roman.
Ce réalisme volontairement rivé aux scènes quotidiennes, avec des personnages s'exprimant dans leur langue de tous les jours, a également appelé la comparaison avec les poèmes de William Wordsworth (1770-1850) et les principes qu'il énonce dans sa préface aux Lyrical Ballads de 1798. Il y affirme, plus d'un demi-siècle avant George Eliot, vouloir « choisir des incidents de la vie ordinaire, les relater ou les décrire de bout en bout, autant que faire se pourrait, dans une langue délibérément conforme à celle que parlent réellement les gens », et privilégier « la vie humble et rustique en général ». Mais il ajoute « […] parée d'une certaine couleur de l'imagination, si bien que les choses ordinaires se présentent à l'esprit sous un aspect insolite », ce qui, pour le coup, est contraire aux intentions de George Eliot, qui, au chapitre XVII d'Adam Bede, dit clairement qu'elle récuse l'imagination et ce que Wordsworth qualifie d'« aspect insolite »,.

### Limites au réalisme

#### Les limites du style
Certes, George Eliot a été reconnue parmi les sages de son temps : elle figure dans le livre de John Holloway intitulé The Victorian Sage, en compagnie d'écrivains comme Carlyle (1795-1881) Disraeli (1804-1881) ou Arnold (1822-1888) ; elle-même a accueilli, aidé et encouragé Alexander Main, l'auteur d'une anthologie au titre flatteur Wise, Witty, and Tender Sayings In Prose And Verse, Selected From The Works Of George Eliot (« Aphorismes sages, spirituels et tendres choisis dans l'œuvre en prose et en vers de George Eliot »). Il n'est donc pas étonnant qu'Adam Bede regorge d'aphorismes, « cette petite monnaie de la sagesse », servant à construire l'arrière-plan idéologique, avec, comme l'écrit Sylvère Monod « toutes les conséquences du style aphoristique, qui durcit, fige, solidifie la pensée, élimine les nuances, va à contre-courant du penchant de George Eliot pour l'explicitation diffuse ». Ces aphorismes existent aux côtés des longs paragraphes de commentaire général et parfois en leur sein, d'où le tour rigide que prend souvent le discours. Sylvère Monod note qu'ils contiennent des mots comme always (toujours), never (jamais), all (tout/tous), ou l'article défini, ce qui « souligne leur caractère non-narratif ».

#### Les limites de la décence
Le tabou charnel

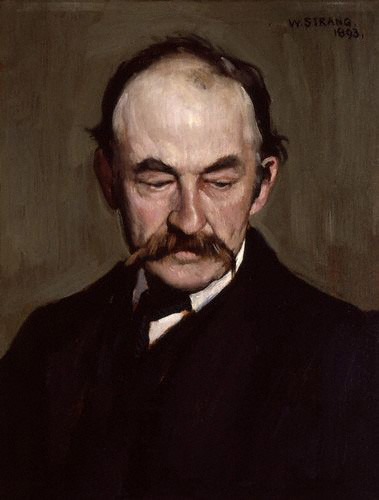
Thomas Hardy en 1893 par WIlliam Strang.

Rien dans Adam Bede sur l'amour charnel dont dépend pourtant l'intrigue du roman : « il existe des sujets, écrit-elle à ce propos, sur lesquels on ne peut s'appesantir sans offenser », ou encore à propos des Mémoires de Bilboquet,, qu'elle vient de lire, « [à quoi sert] d'ouvrir les caniveaux et les égouts, [et de] montrer la détresse humaine sous toutes ses formes ? ». N'a-t-elle pas essayé, dans Middlemarch, de réécrire La Maison d'Âpre-Vent de Dickens parce qu'elle trouvait la détresse du petit « Joe le Balayeur » (Joe the Sweeper) trop crue?
« Il y a donc un bon et un mauvais goût » (La Bruyère Les Caractères, I, 10)
Rien non plus concernant les ouvriers agricoles (farm labourers) dont la grossièreté d'attitude et de propos, selon elle, reste indigne du roman : « Le paysan du Nord [est coutumier] du rire grossier quand il est éméché » et l'on sait que « le clown anglais sort du troisième quart [de bière] » : autrement dit, le paysan anglais se saoule, puis il rit et se montre pour ce qu'il est, un rustre intégral. À ce titre, il ne présente aucun intérêt romanesque, tant il est « vide, bovin, animal ». Présenté une seule fois dans Adam Bede, lors de la célébration des moissons, il se trouve relégué à distance, loin du regard de l'observateur, partant, de celui du lecteur. George Eliot récidive dans The Mill on the Floss (Le Moulin sur la Floss) où les ouvriers agricoles n'apparaissent également qu'une seule fois, au milieu des aigres relents de tabac et de bière dans le pub local, clairement identifié comme le lieu de débauche du village. Pour elle, il existe à l'évidence une démarcation infranchissable entre le « commun » et le « vulgaire ». Le « commun » constitue son sujet, le « vulgaire » est en marge, d'abord parce qu'il outrepasse les frontières de son expérience, mais surtout parce que, épiphénomène superficiel, il ne saurait représenter le genre humain.
En cela, George Eliot se départ de son contemporain plus jeune Thomas Hardy (1840-1928), qui, en particulier dans Les Forestiers (The Woodlanders (en)), 1887, et Tess d'Urberville, 1891, peint les paysans tels qu'ils sont, en fait des partenaires majeurs des intrigues et scrute leurs ressorts psychologiques avec la minutie qu'il accorde aux personnages plus haut placés sur l'échelle sociale,.

#### Les limites de la poésie

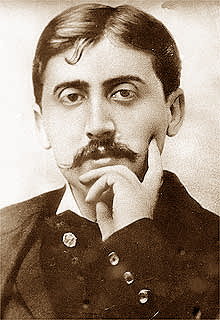
Marcel Proust, peut-être inspiré par Adam Bede.

Bien que George Eliot ait essayé d'appliquer des méthodes scientifiques au traitement de son sujet, son attitude s'en éloigne souvent, ne serait-ce qu'en raison de sa présence appuyée : qu'elle le veuille ou non, elle présente sa vision du monde, et l'inévitable déformation qui s'ensuit est essentiellement celle de sa poésie personnelle.
Le souvenir d'enfance
Poésie, d'abord, de l'embellissement dans le souvenir de l'époque où elle vivait à la campagne chez sa tante : terre plus fertile, personnages plus amusants ou plus vertueux. Comme elle l'écrit dans Le Moulin sur la Floss, « il eût été impossible d'aimer la terre à ce point si nous n'y avions passé notre enfance […] Quelle nouveauté vaut cette monotonie où tout est connu et aimé (love, souligné par l'auteur) parce que connu »,. Proust s'est souvenu de cet aspect surtout après avoir lu Adam Bede dans la traduction d'Albert Daurade,, et certains passages de À la Recherche du temps perdu ne sont pas sans ressembler à de possibles modèles anglais,,.
La nature symbolique
Poésie aussi des paysages de la nature, amplement décrits lors des promenades d'Adam qui gravit la colline, chevauche sur un sentier, s'approche de la ferme, quitte, au dam de la pathetic fallacy, à ce que leur paix jure avec les drames intérieurs ; poésie enfin du symbolisme, en particulier celui de l'eau qui, rivières ou mares, est partout présente comme dans l'œuvre de George Sand, à la fois « vie, purification et régénérescence, mais aussi mort et emprisonnement, mystérieuse et reflétant l'inconscient ou les pouvoirs secrets de l'âme ». À ce sujet, certains critiques comparent volontiers George Eliot à William Wordsworth, et en particulier aux descriptions naturelles émaillant The Lyrical Ballads de 1798. Toutefois, à sa différence, Wordsworth anime la nature au diapason de ses émotions, surtout celles de l'enfant qu'il est dans The Prelude, lorsque bascule la falaise, s'affaissent les noisetiers saccagés ou s'enfle le sommet d'une montagne, voir : Le Genre Painting.

#### Les limites de l'intrigue
Bien que ce ne soit pas son aspect le plus important, Adam Bede comporte une histoire, soit une construction d'événements conduisant à une crise et une issue tragique, avec, selon la terminologie de Somerset Maugham (1874-1965), « un début, un milieu et une fin ». Le lecteur sait toujours ce qui se passe, ce qui est loin d'être un privilège de la réalité vécue ; il comprend aussi la logique des causes et des conséquences, car au contraire de ce qu'il advient dans la vie, les faits ne sont pas simplement présentés mais organisés, avec des destinées individuelles structurées, des séquences événementielles destinées à illustrer un point de vue, voire une théorie préconçue, par exemple celle du déterminisme moral des êtres selon Bray, ou le concept de sympathie cher à Feuerbach. George Eliot n'assemble pas tant les faits en vertu de son observation de la vie que de sa conception des conséquences induites par les actes : ainsi, pas d'actions gratuites dans Adam Bede comme en offre sans cesse le quotidien, mais une intrigue dans l'ensemble plus morale que réaliste. Bien qu'elle en ait, dans ce monde somme toute idéalisé à défaut d'être idéal, les bons trouvent leur récompense (Adam, le meilleur des hommes, épouse Dinah, la meilleure des femmes) ; les « méchants » sont punis (Arthur erre dans la contrée du remords et Hetty meurt deux fois, d'abord socialement, puis, au loin et oubliée, biologiquement).
D'où l'idée que le réalisme de George Eliot dans Adam Bede est plus le fruit d'un idéalisme que d'une observation stricte de la réalité. À ce titre, il illustre l'opinion de Bergson (1859-1941) quand il écrit dans Le Rire : « Le réalisme est dans l'œuvre quand l'idéalisme est dans l'âme ».

## Adaptations du romanAdam Beade

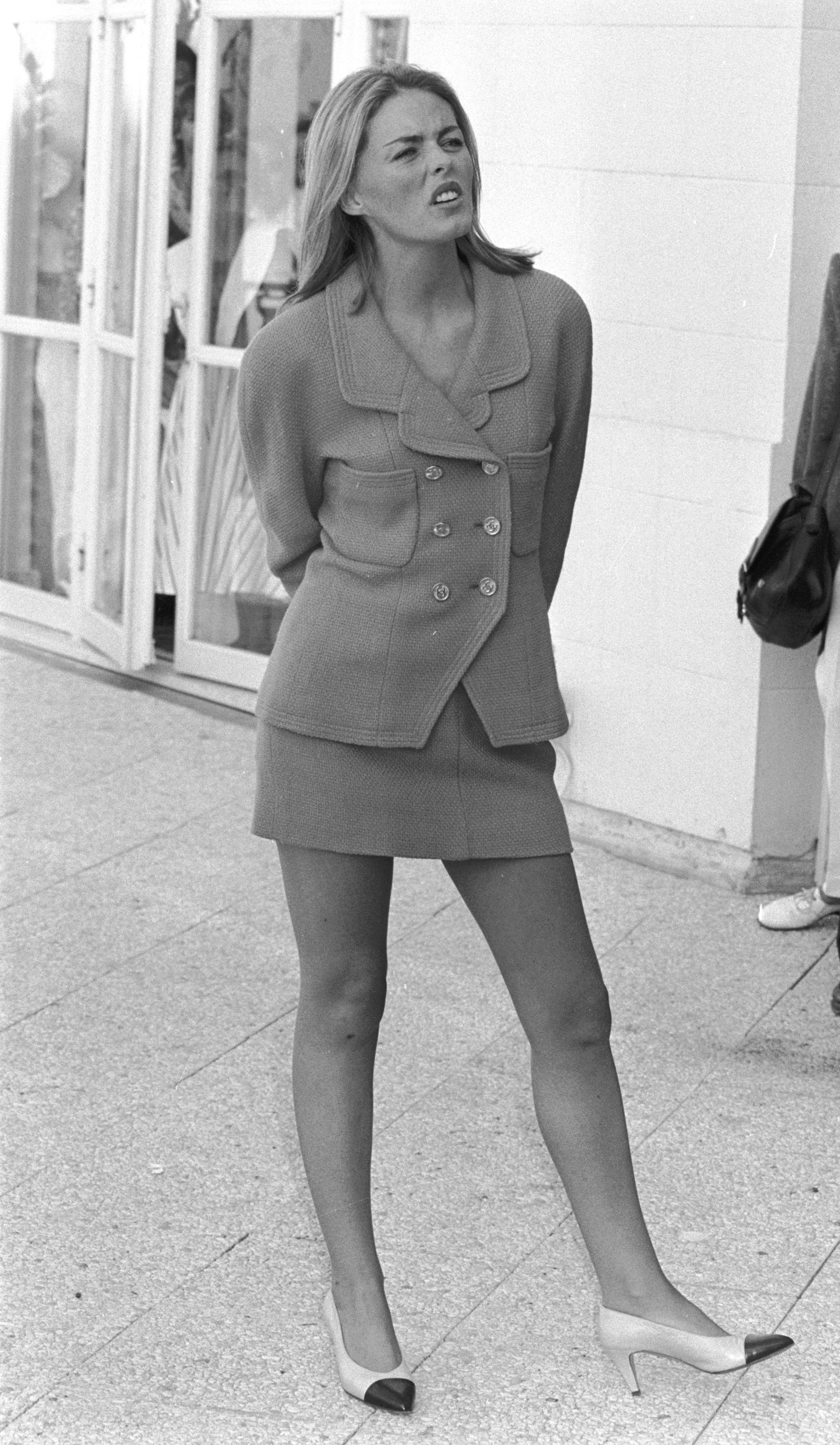
Patsy Kensit au Festival du cinéma américain de Deauville en 1991.

### Au cinéma
- 1915 : Adam Bede, court-métrage américain de Travers Vale, avec Franklin Ritchie, Louise Vale, Alan Hale[202].
- 1918 : Adam Bede, film britannique de Maurice Elvey, avec Bransby Williams, Ivy Close, Malvina Longfellow.

### À la télévision
- 1992 : Adam Bede, téléfilm américano-britannique de Giles Foster pour la BBC, avec Patsy Kensit, Iain Glen, James Wilby et Susannah Harker[203].

### Au théâtre
- 1885 : Adam Bede, pièce jouée au Theatre Royal d’Édimbourg.
- 1990 : Adam Bede, adaptation scénique de Geoffrey Beevers « Orange Tree », Richmond[204].